# Zwężenia krtaniowo-tchawicze
Zwężenia krtaniowo-tchawicze (ang. laryngotracheal stenosis, LTS) – grupa chorób o różnej etiologii, cechujących się zaburzeniem drożności krtani i tchawicy. Zwężenia mogą przyjmować różną lokalizację, kształt i długość, a w zależności od miejsca i stopnia ograniczenia światła dróg oddechowych powodować różny stopień nasilenia duszności i zaburzeń głosu. Najczęściej są wynikiem powikłań po intubacji i tracheotomii, przyczynami mogą być także urazy krtani i tchawicy o innej etiologii, refluks krtaniowo-gardłowy, nowotwory, wady wrodzone, infekcje i choroby układowe. Rozpoznanie jest stawiane na podstawie wywiadu, spirometrii, laryngoskopii, wideostroboskopii, badań endoskopowych i obrazowych. Wybór rodzaju leczenia jest zależny od przyczyny, umiejscowienia i stopnia zwężenia, najczęściej ma zastosowanie leczenie chirurgiczne, obejmujące endoskopowe poszerzanie mechaniczne lub laserowe, założenie stentu albo chirurgię otwartą (rozszczepienie chrząstki pierścieniowatej, laryngotracheoplastykę lub resekcję zwężenia). W zwężeniach ciężkiego stopnia, zagrażających życiu, konieczne bywa wykonanie tracheotomii.

## Epidemiologia
U dorosłych zachorowalność na zwężenia krtaniowo-tchawicze szacuje się na 1/200 000 nowych przypadków rocznie. Dominującą grupą są ludzie młodzi ze zwężeniem będącym powikłaniem intubacji lub tracheotomii. Ryzyko rozwinięcia się zwężenia jako powikłania po intubacji jest szacowane na 1–11% lub nawet 30% intubowanych pacjentów, u noworodków 0,1–2%, a u dzieci poniżej piątego roku życia 11%. Zapadalność na zwężenia pointubacyjne ma tendencję rosnącą, ze względu na zwiększającą się przeżywalność dzieci, które z powodu komplikacji okołoporodowych lub wcześniactwa są przez długi czas lub wielokrotnie intubowane. Zwężenia jako powikłanie tracheotomii rozwijają się u 0,6–21% tracheotomowanych pacjentów, przy czym częściej powstają w wyniku tracheotomii przezskórnej, nawet u ponad 25% pacjentów. U wcześniaków poddawanych wentylacji mechanicznej ryzyko powstania zwężenia podgłośniowego wynosi 12–37%. Roczną zapadalność na idiopatyczne zwężenie podgłośniowe (ang. idiopathic subglottic stenosis) ocenia się na 1/400 000, przy czym około 98% chorych to kobiety. Wrodzone zwężenie tchawicy występuje dwa razy częściej u noworodków płci męskiej niż żeńskiej. Wrodzone zwężenie podgłośniowe i wrodzone zwężenie tchawicy są na liście chorób rzadkich Orphanet.

## Klasyfikacja

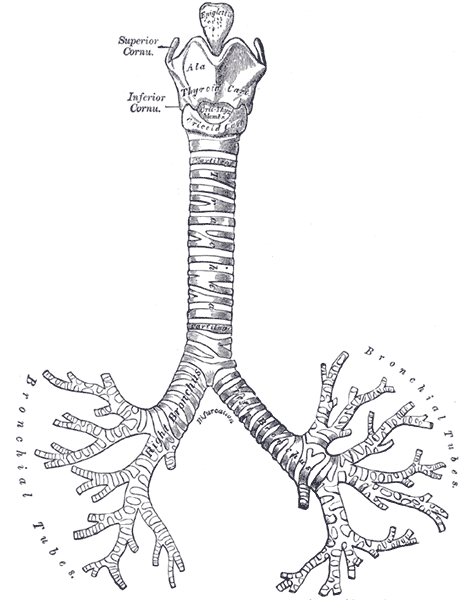
Przedni widok chrząstek krtani, tchawicy i oskrzeli

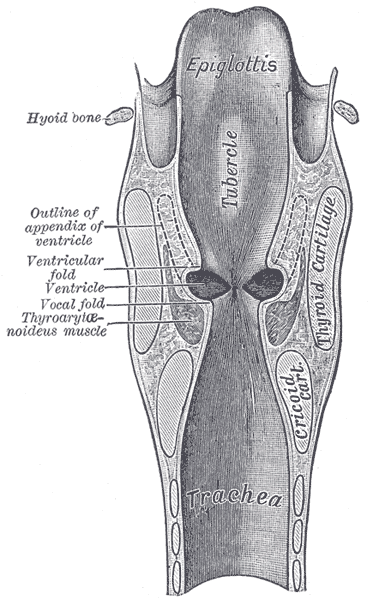
Przekrój czołowy krtani i górnej części tchawicy

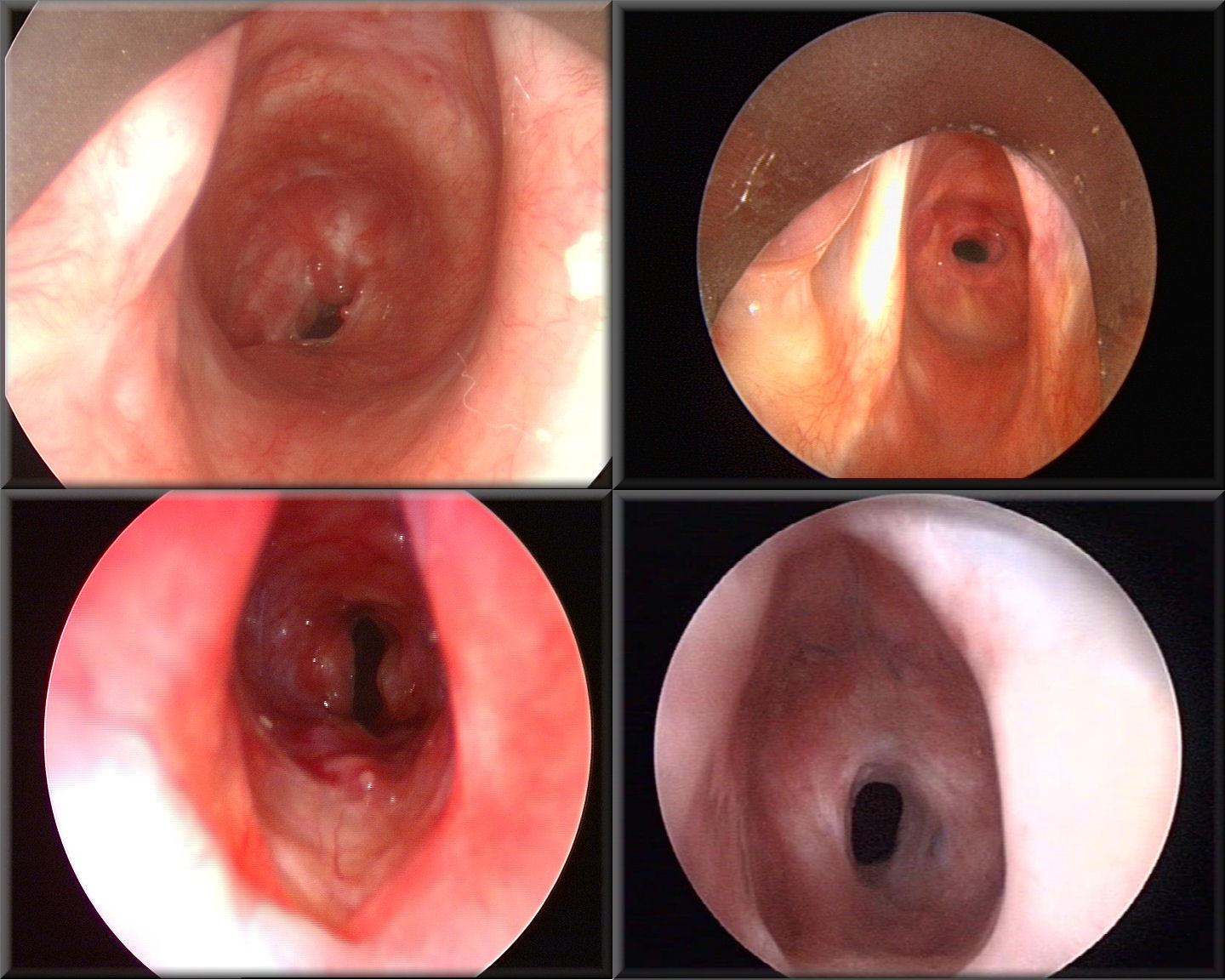
Zwężenia podgłośniowo-tchawicze

### Pochodzenie zwężenia
Ze względu na pochodzenie zwężenia krtaniowo-tchawicze dzieli się na wrodzone i nabyte, a także na pierwotne (powstające w wyniku patologii zachodzących w obrębie krtani lub tchawicy) i wtórne (powstające w wyniku ucisku innych patologicznie zmienionych struktur na krtań lub tchawicę).

### Miejsce zwężenia
Ze względu na miejsce zwężenia wyróżnia się:
- zwężenia izolowane:
  - zwężenia nadgłośniowe,
  - zwężenia głośniowe,
  - zwężenia podgłośniowe – znajdujące się w przestrzeni od 5 mm poniżej fałdów głosowych do dolnego brzegu chrząstki pierścieniowatej,
  - zwężenia tchawicze – znajdujące się poniżej dolnego brzegu chrząstki pierścieniowatej,
- zwężenia skojarzone – obejmujące co najmniej dwie okolice:
  - zwężenia nadgłośniowo-głośniowe,
  - zwężenia nadgłośniowo-głośniowo-tchawicze,
  - zwężenia głośniowo-podgłośniowe,
  - zwężenia podgłośniowo-tchawicze,
  - zwężenia głośniowo-podgłośniowo-tchawicze[1].

Do prognozowania skuteczności dekaniulacji stosowana jest skala McCaffrey’a:
- stopień 1 – zwężenie okolicy podgłośniowej lub tchawicy o długości poniżej 1 cm,
- stopień 2 – zwężenie okolicy podgłośniowej o długości powyżej 1 cm, obejmujące chrząstkę pierścieniowatą, ale nie obejmujące głośni ani tchawicy,
- stopień 3 – zwężenie okolicy podgłośniowej i tchawicy, nie obejmujące głośni,
- stopień 4 – zwężenie obejmuje okolicę głośni, jeden lub oba fałdy głosowe są unieruchomione[7].

### Stopień zwężenia
Ze względu na stopień zwężenia najczęściej stosowana jest skala Cottona-Myera, opracowana w latach 80. XX wieku. Skala ta opisuje odsetek zwężenia światła krtani, oceniony endoskopowo:
- stopień 1 – zwężenie poniżej 50% światła krtani,
- stopień 2 – zwężenie obejmujące 51–70% światła,
- stopień 3 – zwężenie obejmujące 71–99% światła,
- stopień 4 – całkowity brak światła[18][19].

Dla oceny stopnia zwężenia u dzieci stosuje się klasyfikację opartą na wieku dziecka i rozmiarze rurki intubacyjnej, która może być przeprowadzona przez światło zwężenia.
| Wiek            | Rozmiar rurki intubacyjnej | Rozmiar rurki intubacyjnej | Rozmiar rurki intubacyjnej | Rozmiar rurki intubacyjnej | Rozmiar rurki intubacyjnej | Rozmiar rurki intubacyjnej | Rozmiar rurki intubacyjnej | Rozmiar rurki intubacyjnej | Rozmiar rurki intubacyjnej | Rozmiar rurki intubacyjnej |
| Wiek            | –                          | 2                          | 2,5                        | 3                          | 3,5                        | 4                          | 4,5                        | 5                          | 5,5                        | 6                          |
| --------------- | -------------------------- | -------------------------- | -------------------------- | -------------------------- | -------------------------- | -------------------------- | -------------------------- | -------------------------- | -------------------------- | -------------------------- |
| Wcześniak       | 100%                       | 40%                        | –                          | –                          | –                          | –                          | –                          | –                          | –                          | –                          |
| < 3 m-cy        | 100%                       | 68%                        | 48%                        | 29%                        | –                          | –                          | –                          | –                          | –                          | –                          |
| 3–9 m-cy        | 100%                       | 75%                        | 59%                        | 41%                        | 22%                        | –                          | –                          | –                          | –                          | –                          |
| 9 m-cy – 2 lata | 100%                       | 80%                        | 67%                        | 53%                        | 36%                        | 20%                        | –                          | –                          | –                          | –                          |
| 3 lata          | 100%                       | 84%                        | 74%                        | 62%                        | 50%                        | 35%                        | 19%                        | –                          | –                          | –                          |
| 4 lata          | 100%                       | 86%                        | 78%                        | 68%                        | 57%                        | 45%                        | 32%                        | 17%                        | –                          | –                          |
| 6 lat           | 100%                       | 89%                        | 81%                        | 73%                        | 64%                        | 54%                        | 43%                        | 30%                        | 16%                        | –                          |
| Stopień         | 4                          | 3                          | 3                          | 3                          | 2                          | 2                          | 1                          | 1                          | 1                          | –                          |

Modyfikacja skali Cottona-Myera, wprowadzona przez Monniera w 2011 roku, klasyfikuje zwężenia podgłośniowe na podstawie zarówno zwężenia światła krtani wyrażonego w procentach, zajęcia głośni, jak i współistniejących obciążeń wpływających na końcowe wyniki leczenia, w tym skuteczną dekaniulację i jakość głosu.
| Stopień w skali Cottona-Myera | Izolowane zwężenie podgłośniowe (a) | Izolowane zwężenie podgłośniowe + obciążenia (b) | Zwężenie podgłośniowe z zajęciem głośni (c) | Zwężenie podgłośniowe z zajęciem głośni + obciążenia (d) |
| ----------------------------- | ----------------------------------- | ------------------------------------------------ | ------------------------------------------- | -------------------------------------------------------- |
| I poniżej 50%                 | Ia                                  | Ib                                               | Ic                                          | Id                                                       |
| II od 51 do 70%               | IIa                                 | IIb                                              | IIc                                         | IId                                                      |
| III od 71 do 99%              | IIIa                                | IIIb                                             | IIIc                                        | IIId                                                     |
| IV brak światła               | IVa                                 | IVb                                              | IVc                                         | IVd                                                      |

## Objawy kliniczne
Głównym objawem zwężeń krtani i tchawicy jest duszność (określana też jako głód powietrza) o różnym nasileniu, od niewielkiej duszności wysiłkowej do ciężkiej duszności spoczynkowej. Może się ona nasilać w pozycji leżącej. Duszności może towarzyszyć stridor wdechowy lub wdechowo-wydechowy, kaszel (często szczekający), trudności w odkrztuszaniu, chrypka i inne dysfunkcje głosu. Zmiany obejmujące krtań mogą powodować też aspirację pokarmu lub refluksatu do tchawicy. Przy wdechu obserwowane może być poruszanie skrzydełek nosa, unoszenie ramion, wciąganie dołka nadobojczykowego i podobojczykowego, zwiększenie napięcia pomocniczych mięśni oddechowych. Objawy mogą narastać powoli i powodować trudności diagnostyczne ze względu na swoją nieswoistość, mogąc sugerować inne schorzenia układu oddechowego. W przypadku zwężeń pointubacyjnych duszność pojawia się zazwyczaj w okresie kilku tygodni po ekstubacji. Większość zwężeń nabytych jest diagnozowanych w ciągu pierwszego roku od powodującego je urazu, jednak część przypadków nawet przez dziesięć i więcej lat pozostaje niezdiagnozowanych lub błędnie zdiagnozowanych jako astma oskrzelowa lub nawracające zapalenie oskrzeli. W przypadkach, gdy zwężenie narasta stopniowo, trudności w oddychaniu mogą mieć charakter nieuświadomiony, ze względu na adaptację chorego do powoli zmniejszającego się światła dróg oddechowych. Chory może wtedy nie odczuwać braku powietrza, mimo widocznych objawów, takich jak używanie pomocniczych mięśni oddechowych, tachypnoe czy nawet sinica obwodowa. Duszność wysiłkowa zwykle pojawia się przy zwężeniu światła dróg oddechowych powyżej 50% (około 8 mm pozostałego światła u dorosłych), a spoczynkowa, połączona ze stridorem – powyżej 75% (około 5–6 mm pozostałego światła u dorosłych).
U dzieci i niemowląt zwężenie podgłośniowe może objawiać się stridorem wdechowo-wydechowym, przyśpieszonym lub głośnym oddechem, zaciąganiem klatki piersiowej, poruszaniem skrzydełek nosa, bezdechami, sinicą, nawracającymi objawami przypominającymi przeziębienie, zapaleniem płuc. Może być obserwowane mocne odginanie głowy, które jest próbą ustawienia przez dziecko szyi w lepszej do oddychania pozycji. Może występować także dysfagia, szczególnie przy próbach połykania pokarmów stałych połączona z bezdechami i sinicą. Problemy z przyjmowaniem pokarmów mogą powodować niedożywienie skutkujące zaburzeniami rozwoju. Objawy wrodzonego zwężenia podgłośniowego mogą pojawiać się tuż po urodzeniu lub nawet kilka miesięcy później przy zwężeniach mniejszego stopnia.

## Etiologia i patogeneza

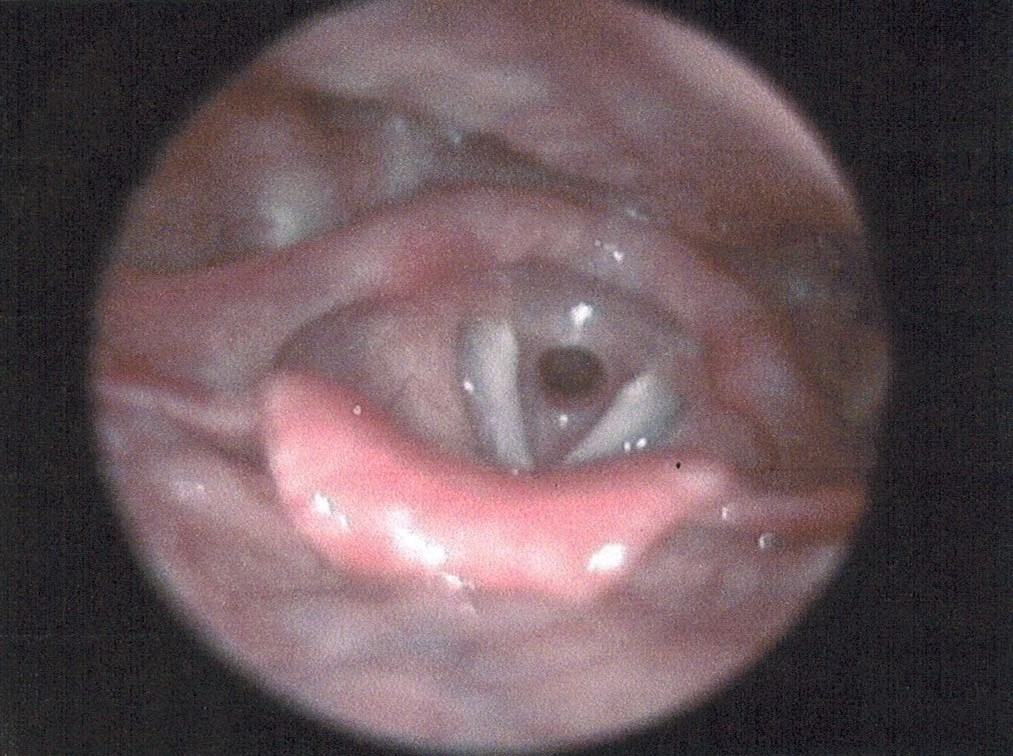
Podgłośniowe zwężenie krtani u 28-letniej kobiety, obraz z wideolaryngoskopii

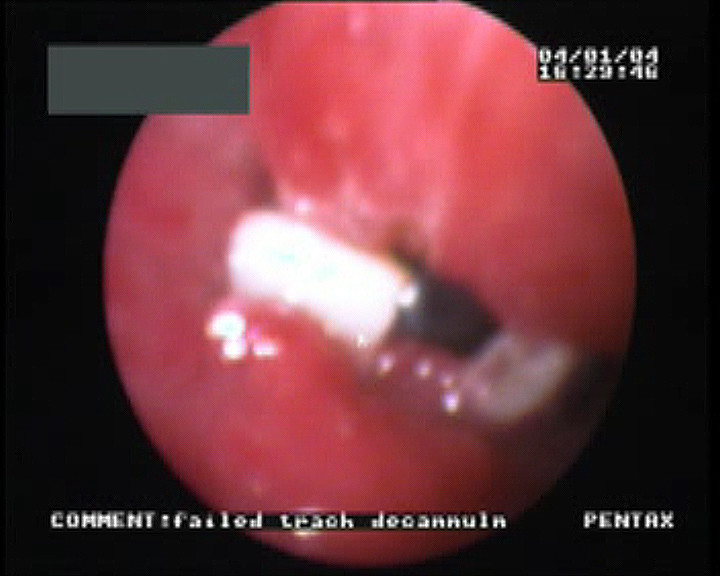
Tracheomalacja, będąca powikłaniem tracheotomii, widoczna w obrazie bronchoskopowym jako uwypuklenie ściany tchawicy do jej światła ponad rurką tracheotomijną

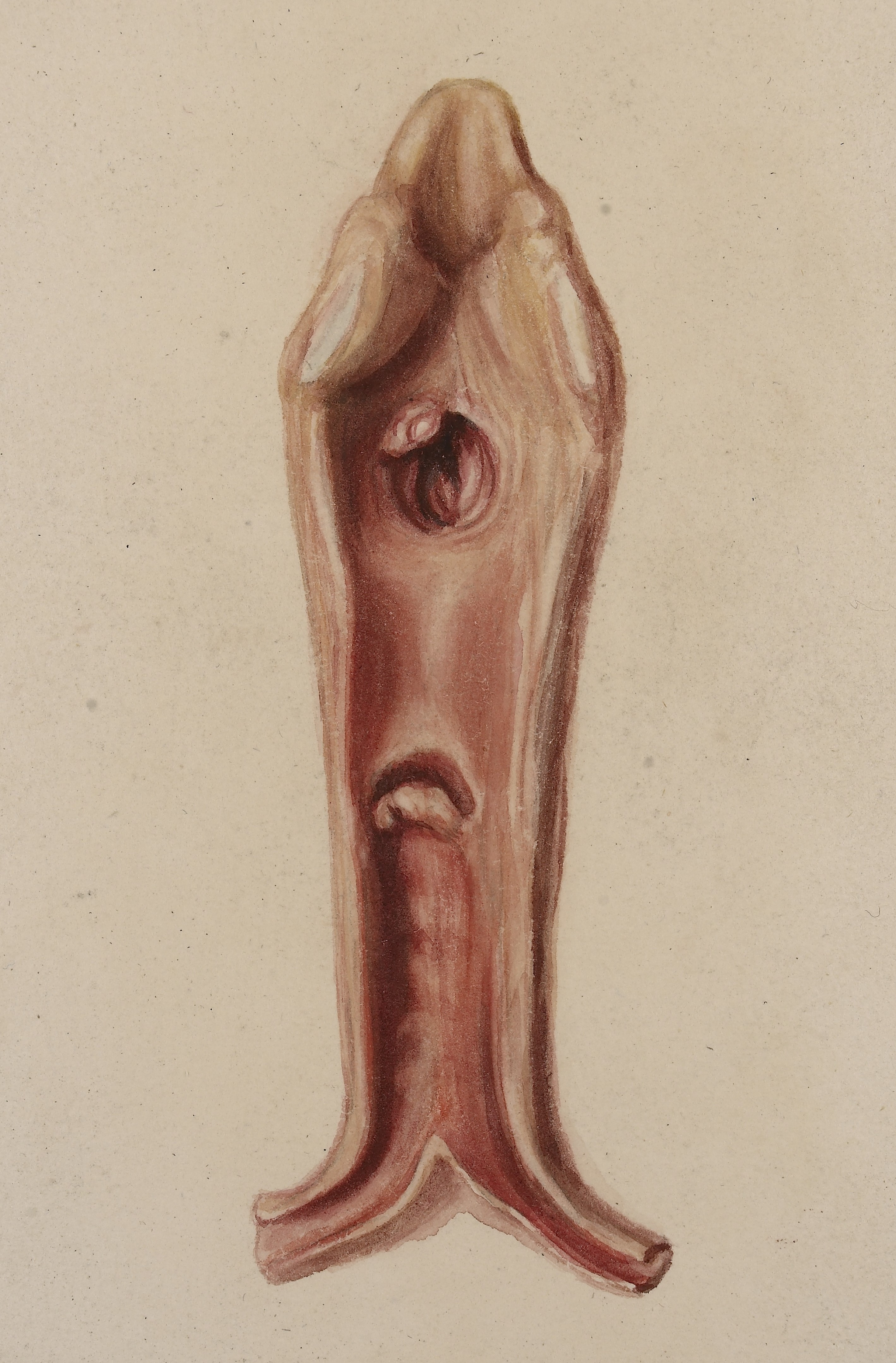
Ilustracja z sekcji dróg oddechowych dziecka. W wyniku ucisku rurki tracheotomijnej powstała ziarnina, która zamknęła światło tchawicy i spowodowała śmierć

W etiologii zwężeń krtaniowo-tchawiczych dominują przyczyny jatrogenne: intubacja, tracheotomia, zabiegi chirurgiczne w obrębie krtani i tchawicy, porażenie fałdów głosowych po operacjach tarczycy, a także radioterapia. Przyczynami mogą być również urazy mechaniczne, oparzenia termiczne i chemiczne krtani i tchawicy, nowotwory, wady wrodzone, infekcje i choroby układowe. Duży wpływ na powstawanie zwężeń ma refluks krtaniowo-gardłowy.

### Zwężenia pourazowe

#### Intubacja
Powikłania pointubacyjne mogą być przyczyną nawet 80% wszystkich zwężeń krtani i tchawicy, choć w innych badaniach, wskazujących na większą rolę tracheotomii w ich patogenezie, udział zwężeń spowodowanych intubacją oszacowano na 19%. Głównymi czynnikami ryzyka powstania zwężenia w wyniku intubacji są: długotrwała (co najmniej 2–3 dni, u dzieci co najmniej 3–7 dni) lub często powtarzana intubacja, nieprawidłowy rozmiar rurki intubacyjnej, nadmierny ucisk wywierany przez mankiet rurki, niedostateczne zwiotczenie pacjenta, uraz podczas wprowadzania rurki, konieczność reintubacji. Ryzyko zwiększa także obecność infekcji i innych chorób krtani, refluks krtaniowo-gardłowy, hipoksja, cukrzyca, choroby naczyń krwionośnych, niedokrwistość, hipotensja, zapalenie płuc, niewydolność serca, niewydolność wątroby, niewydolność nerek, zaburzenia transportu śluzówkowo-rzęskowego, zmniejszenie wydzielania gruczołów błony śluzowej w wyniku premedykacji, palenie tytoniu. Za czynniki krytyczne powstania zwężenia podgłośniowego uważane są długość intubacji i konieczność podawania dodatkowych dawek anestetyków. U dzieci poniżej piątego roku życia każde kolejne pięć dni intubacji zwiększa prawdopodobieństwo powstania zwężenia podgłośniowego o 50%. Do powstania zwężenia, zwłaszcza 3 i 4 stopnia w skali Cottona-Myera, może predysponować także niska masa urodzeniowa i wcześniactwo (wiążące się często z koniecznością dłuższych intubacji), choć według innych autorów przedwcześnie urodzone dzieci mogą lepiej znosić przedłużoną intubację niż te urodzone o czasie.
Przyczyną powstających zmian jest uraz mechaniczny spowodowany przez ucisk końcówki rurki intubacyjnej lub jej mankietu (balonika) na ścianę podgłośniowej części krtani bądź początkowego odcinka tchawicy lub samej rurki na tylną część głośni. Ucisk zaburza przepływ krwi w naczyniach włosowatych błony śluzowej, powodując jej niedokrwienie, stan zapalny i obrzęk nawet już po kilku godzinach intubacji. Powstają nadżerki i owrzodzenia, prowadzące do martwicy błony śluzowej, ulegającej nadkażeniu bakteryjnemu i w następstwie dalszemu penetrowaniu zmian w głąb ściany krtani. Już po 96 godzinach może rozwinąć się zapalenie ochrzęstnej, następnie zapalenie chrząstek krtani lub tchawicy, prowadzące również do ich martwicy i zniekształcenia, w tym tracheomalacji. Mniejsze zmiany goją się zwykle poprzez regenerację i reepitelizację, czasem jednak niekompletną, wtedy stwierdza się metaplazję płaskonabłonkową i brak rzęsek. Przy głębokich uszkodzeniach w procesie gojenia tworzy się ziarnina, zrosty lub twarda blizna. Proces gojenia, skutkujący stabilizacją tkanki bliznowatej, kończy się po około 12 miesiącach od urazu.
Uszkodzenia pointubacyjne skutkujące zaburzeniem drożności dróg oddechowych mogą mieć postać zwężenia okolicy podgłośniowej lub początkowego odcinka tchawicy, zwężenia tylnego odcinka szpary głośni lub ziarniniaka fałdu głosowego. Zmiany mogą także występować jednocześnie w kilku lokalizacjach. Podgłośniowa część krtani jest okolicą najbardziej narażoną na urazy pointubacyjne. Okrężna blizna zwężająca część podgłośniową powstaje w wyniku ucisku mankietu lub końca rurki intubacyjnej. Nacisk rurki intubacyjnej, zwłaszcza przy przedłużonej intubacji i towarzyszącym refluksie krtaniowo-gardłowym, może powodować narastanie ziarniny, przekształcającej się następnie w tkankę bliznowatą zarastającą tylny odcinek szpary głośni. Głębsze uszkodzenia stawu pierścienno-nalewkowego mogą prowadzić dodatkowo do zrośnięcia chrząstki nalewkowatej z chrząstką pierścieniowatą i unieruchomienia stawu. Ziarniniak fałdu głosowego, umiejscowiony w miejscu połączenia wyrostka głosowego z podstawą chrząstki nalewkowatej, powstaje w wyniku zapalenia ochrzęstnej po uszkodzeniu śluzówki przez rurkę intubacyjną, zwłaszcza przy jej przedłużonym utrzymywaniu lub działaniu refluksu krtaniowo-gardłowego. Jeżeli jest bardzo duży, może zaburzać drożność krtani i powodować duszność.
Długotrwała intubacja stosowana w leczeniu COVID-19 podczas pandemii wskazywana jest jako przyczyna spodziewanego znaczącego zwiększenia częstości wystąpień zwężeń krtaniowo-tchawiczych w skali świata.

#### Tracheotomia
Zwężenia jako powikłania tracheotomii mogą stanowić nawet połowę zwężeń jatrogennych. Powstają one w podobnym mechanizmie jak powikłania intubacji, będąc następstwem ucisku rurki tracheotomijnej. Zwężenie może także być spowodowane przez przesunięcie fragmentów przeciętych chrząstek tchawicy w obręb jej światła lub, już po dekaniulacji (usunięciu rurki tracheotomijnej), narastanie blizny w miejscu otworu tracheotomijnego. Powikłania te często są spowodowane nieprawidłowym wykonaniem tracheotomii. Zmiany zwykle umiejscowione są w przedniej ścianie tchawicy, jednak obecność tracheotomii, zwiększając podatność na infekcje dróg oddechowych, może powodować narastanie ziarniny nie tylko w jej bezpośrednim otoczeniu. Ponieważ pacjent oddycha przez tracheotomię, duszność zwykle pojawia się dopiero po dekaniulacji.
U pacjentów chorych na nawracającą brodawczakowatość układu oddechowego (ang. recurrent respiratory papillomatosis, RRP), mogącą powodować zwężenia krtani różnego stopnia, włącznie z całkowitym zamknięciem światła krtani, wykonanie tracheotomii często powoduje powstawanie brodawczaków w jej miejscu, dlatego w leczeniu RPP należy unikać jej wykonywania.

#### Inne zabiegi laryngologiczne i torakochirurgiczne

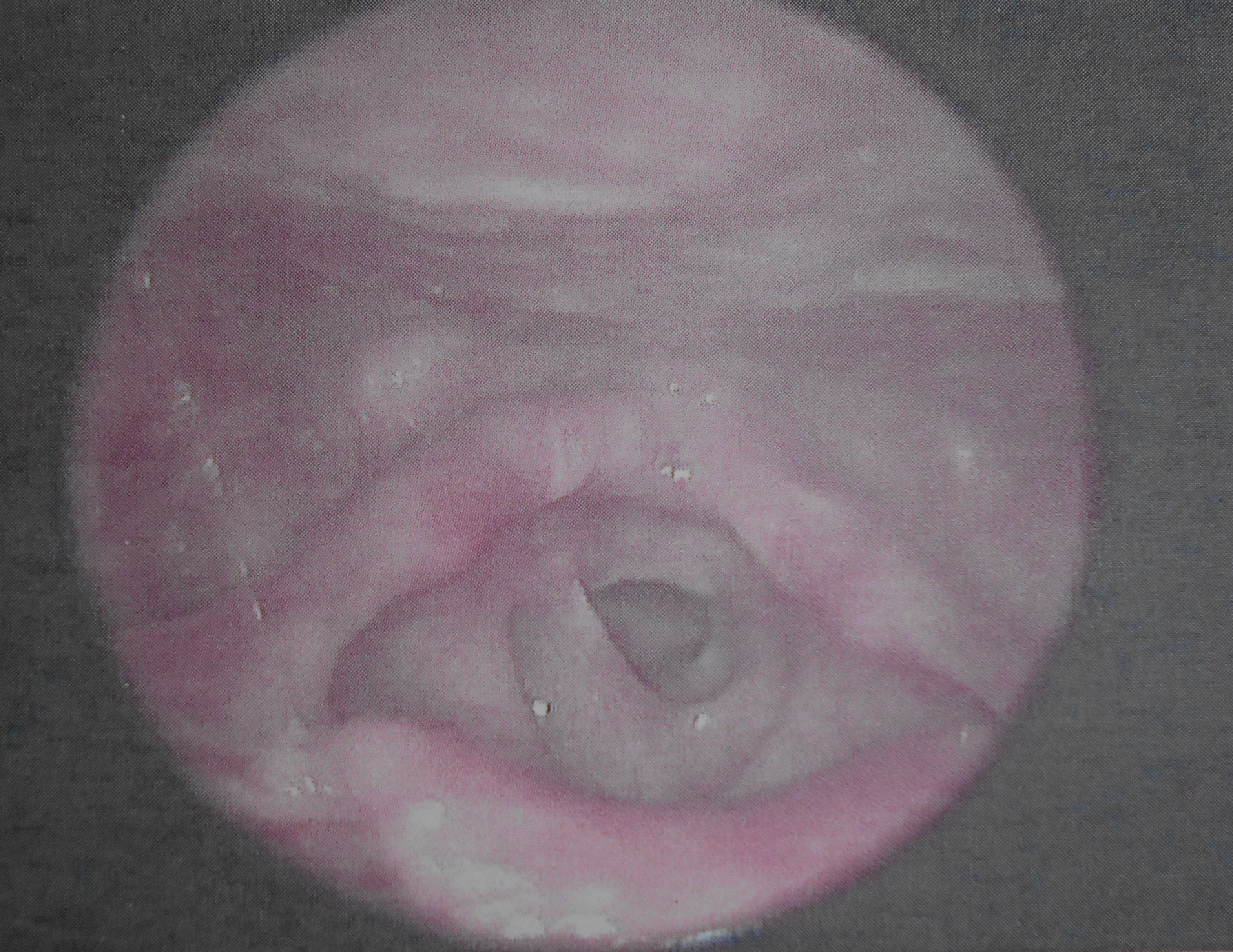
Obraz z wideolaryngoskopii u 29-letniej kobiety. Widoczne dwa zwężenia krtani: zrost na poziomie fałdów głosowych po chordektomii lewostronnej i zwężenie podgłośniowe

Wszystkie zabiegi endoskopowe w obrębie krtani i tchawicy mogą wiązać się z powikłaniami w postaci zwężenia wskutek powstania w miejscu operowanym ziarniny lub blizny. Przepona (płetwa) krtani, zarastająca szparę głośni od strony spoidła przedniego, może być wynikiem jednoczesnego obustronnego zoperowania obrzęków Reinkego lub innego urazu jatrogennego (także pointubacyjnego) w okolicy spoidła przedniego. Ziarnina i zrosty na poziomie fałdów głosowych zdarzają się także jako powikłanie chordektomii. Blizny mogą powstawać też po operacjach usuwania polipa fałdu głosowego lub innego polipa krtani, pemfigoidu bliznowaciejącego czy wielokrotnym usuwaniu brodawczaków.
Do zwężeń wskutek obrzęków, narastania ziarniny zapalnej lub bliznowacenia może dochodzić także w wyniku otwartych częściowych operacji krtani lub gardła dolnego z powodu nowotworu, np. laryngektomii nadpierściennej, polegającej na usunięciu całej chrząstki tarczowatej.

#### Oparzenia
Zwężenia mogą być też następstwem uszkodzeń spowodowanych przez oparzenia chemiczne i termiczne dróg oddechowych, powstałe przez wdychanie gorących lub parzących chemicznie gazów i oparów albo połknięcie substancji żrącej. Zmiany spowodowane oparzeniami oprócz krtani obejmują zwykle także jamę ustną, gardło i przełyk.

#### Inne urazy
Zwężenia krtani i tchawicy mogą być spowodowane przez zewnętrzne urazy krtani i tchawicy (np. wskutek wypadku komunikacyjnego, rany zadanej ostrym narzędziem, pobicia lub próby samobójczej), zarówno jako powikłanie wczesne, powodowane przez krwiak lub obrzęk, lub gdy doszło do złamania szkieletu chrzęstnego krtani, jak i powikłanie późne w postaci blizny zwężającej światło w miejscu urazu.

### Zwężenia nieurazowe

#### Refluks krtaniowo-gardłowy

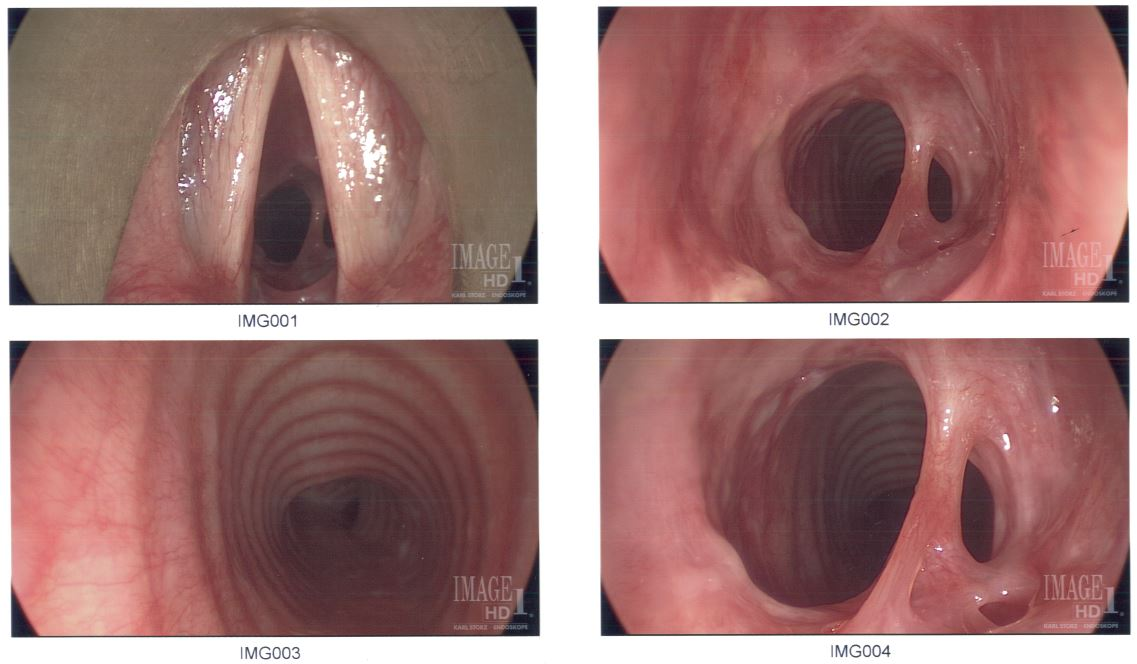
Zwężenie podgłośniowe powstałe w następstwie przewlekłej choroby refluksowej

Refluks krtaniowo-gardłowy (ang. laryngopharyngeal reflux, LPR) jest uważany za jeden z głównych czynników odpowiedzialnych za powstawanie ziarniniaków i zwężeń krtani. Jest on odmianą refluksu żołądkowo-przełykowego (ang. gastroesophageal reflux disease, GERD), w której treść żołądkowa lub dwunastnicza cofa się do dróg oddechowych, powodując uszkodzenie ich nabłonka. Ze względu na brak w błonie śluzowej dróg oddechowych mechanizmów ochronnych przeciwko działaniu pepsyny i kwasu solnego uszkodzenia te są większe niż w przypadku GERD i nieraz nieodwracalne. Refluks krtaniowo-gardłowy często pozostaje nierozpoznawany, rzadko dając typowe dla refluksu objawy takie jak zgaga, odbijanie, nudności czy bóle w nadbrzuszu. Zwykle objawia się poranną chrypką, przewlekłym kaszlem, częstym odchrząkiwaniem, uczuciem suchości lub przeszkody w gardle, spływaniem wydzieliny po tylnej ścianie gardła czy nieprzyjemnym zapachem z ust.

#### Porażenie fałdów głosowych

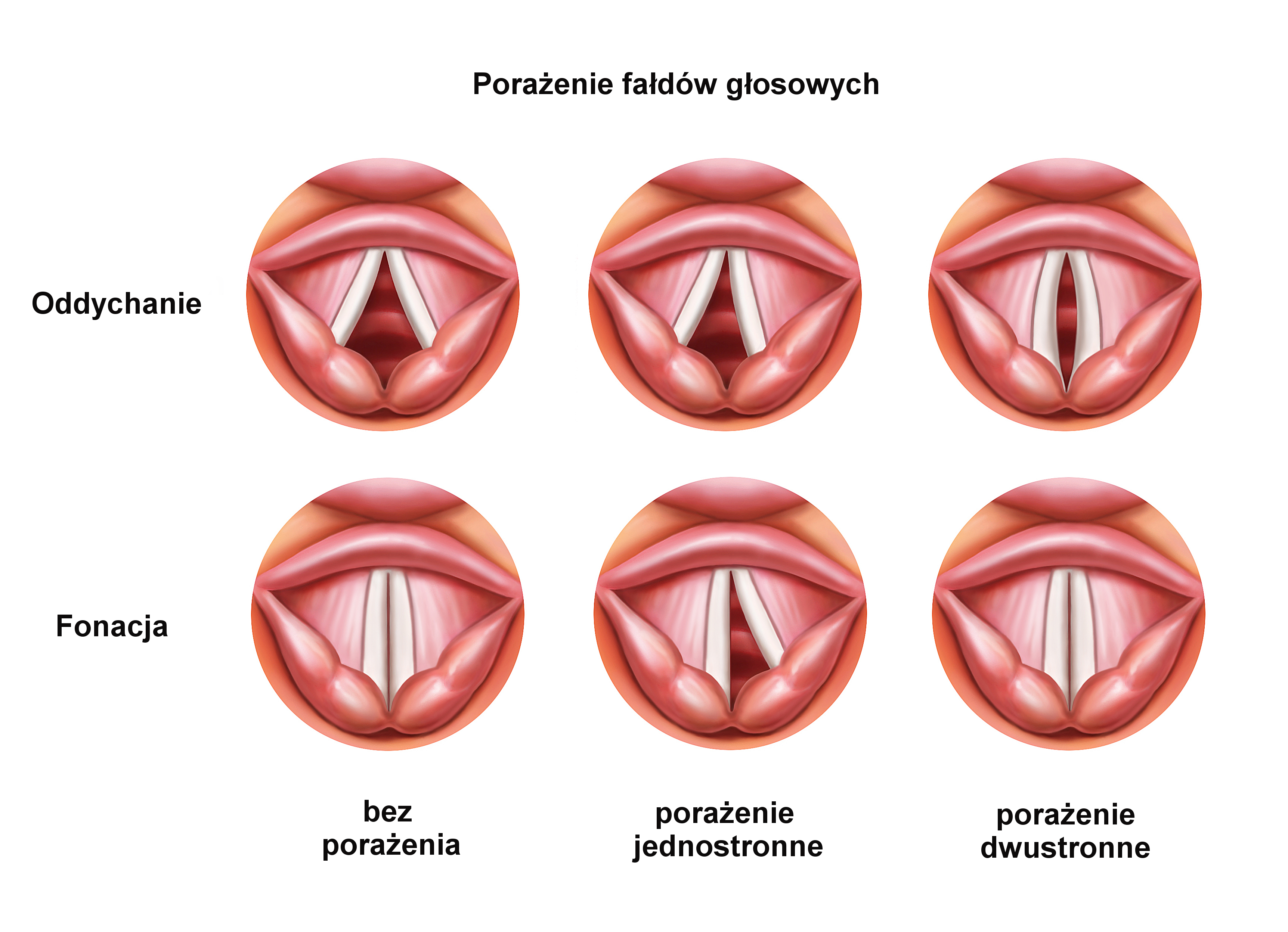
Ustawienie fałdów głosowych w oddechu i fonacji przy prawidłowej ruchomości (pierwsza kolumna), porażeniu prawego fałdu (druga kolumna) i obustronnym porażeniu (trzecia kolumna).

Porażenie fałdów głosowych może powodować zwężenie szpary głośni. Przy porażeniu nerwów krtaniowych górnych, ze względu na pośrednie ustawienie fałdów głosowych, zaburzenia oddychania występują bardzo rzadko. W przypadku porażenia nerwu krtaniowego wstecznego unieruchomiony fałd głosowy znajduje się w pozycji przyśrodkowej. Porażenie tylko jednego z parzystych nerwów zwykle nie powoduje zaburzeń w oddychaniu, jednak przy obustronnym porażeniu szpara głośni jest już znacznie zwężona, co powoduje nasilającą się przy wysiłku duszność wdechową i często niewydolność oddechową. Jeżeli jednak jednocześnie z nerwami krtaniowymi wstecznymi są porażone również nerwy krtaniowe górne, zaburzenia oddychania są mniejsze, ze względu na słabsze napięcie fałdów głosowych.
Przyczyną porażenia najczęściej jest uszkodzenie nerwów krtaniowych podczas operacji tarczycy lub innych interwencji w obrębie szyi i śródpiersia, jak operacje przełyku, tchawicy czy serca, a także intubacja (np. przez ucisk mankietu rurki intubacyjnej) czy bronchoskopia. Przyczyną może być również ucisk na nerwy spowodowany przez guzy szyi, śródpiersia i płuc lub nieprawidłowo przebiegające duże naczynia, a także choroby zapalne (np. zapalenie stawów pierścienno-nalewkowych w przebiegu reumatoidalnego zapalenia stawów).
Jedynie około 10% porażeń fałdów głosowych jest spowodowanych uszkodzeniem ośrodkowego układu nerwowego. Przyczynami mogą być udar mózgu, guzy, zapalenie mózgu, stwardnienie rozsiane czy jamistość rdzenia.
Wrodzone porażenie fałdów głosowych może być spowodowane anomaliami w układzie nerwowym i naczyniowym (np. zespołem Arnolda-Chiariego, wodogłowiem, przepukliną mózgową), infekcjami matki w czasie ciąży, narażeniem na czynniki toksyczne (np. alkohol) w okresie płodowym, wcześniactwem, uszkodzeniami nerwu podczas komplikacji porodowych, niedotlenieniem okołoporodowym, wylewami śródczaszkowymi. Gdy nie można ustalić przyczyny wystąpienia porażenia, traktuje się je jako idiopatyczne. W większości przypadków objawy porażenia pojawiają się wkrótce po urodzeniu.

#### Radioterapia
Zwężenie, zwłóknienie lub obrzęk krtani mogą pojawiać się jako powikłania radioterapii okolic szyi. Silny obrzęk i stan zapalny mogą znacznie zwężać światło dróg oddechowych.

#### Nowotwory złośliwe krtani i tchawicy

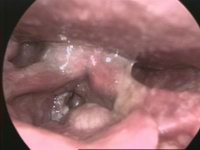
Rak krtani zwężający nadgłośniową część krtani

Zwężenia krtani i tchawicy mogą być powodowane zarówno przez łagodne, jak i złośliwe zmiany nowotworowe.
Zaburzenia drożności krtani mogą też powodować duże nerwiaki i brodawczaki krtani, chrzęstniak, guz Abrikosowa i odosobniony pozaszpikowy guz plazmatycznokomórkowy.
Nowotworami złośliwymi mogącymi zwężać krtań i tchawicę są chrzęstniakomięsak krtani, rak głośni, rak podgłośni i rak tchawicy.

#### Łagodne guzy krtani
Torbiel krtani (laryngocele) jest bardzo rzadkim guzem łagodnym, będącym przepukliną błony śluzowej kieszonki krtaniowej, wypełnioną powietrzem lub śluzem, czasem ulegającą zakażeniu. Jeżeli osiąga duże rozmiary, może zwężać krtań powodując duszność, a nawet stanowić zagrożenie życia. Duże polipy również mogą powodować zaburzenia oddychania.

#### Wady wrodzone
Zwężenia wrodzone stanowią poniżej 1% wszystkich zwężeń krtaniowo-tchawiczych. Laryngomalacja powodująca zapadanie się wiotkich chrząstek górnego piętra krtani podczas wdechu jest przyczyną 60% wrodzonych zwężeń krtani, czasem może powodować bezdech zagrażający życiu. Cechuje się stridorem narastającym przy wysiłku, w niepokoju, podczas płaczu i karmienia, przy leżeniu na plecach i przy przygięciu głowy do klatki piersiowej.
Wrodzone zwężenie podgłośniowe definiowane jest jako zmniejszenie światła dróg oddechowych na poziomie chrząstki pierścieniowatej do poniżej 4 mm u noworodków urodzonych o czasie lub poniżej 3 mm u wcześniaków. Może powstawać od ósmego tygodnia ciąży, kiedy u zarodka zaczynają rozwijać się chrząstki tchawicy. Jest to najczęstsze wśród wrodzonych wad krtani wskazanie do wykonania tracheotomii. Zwężenie może zajmować tchawicę na różnym jej odcinku, sięgając w dół nawet do oskrzeli głównych. Wrodzone zwężenia podgłośniowe często współistnieją z innymi wadami wrodzonymi, takimi jak zespół delecji 22q11.2, zespół Downa czy asocjacja CHARGE.
Wrodzone naczyniaki krtani są łagodnymi nowotworami, wzrastającymi w pierwszym roku życia dziecka. Występują głównie w okolicy podgłośniowej, powodując jej zwężenie, a nawet, jeśli są duże, grożąc całkowitym zamknięciem jej światła i zagrożeniem życia.
Przepona krtani (inaczej płetwa krtaniowa) jest rzadką wadą wrodzoną w postaci błony zarastającej krtań, najczęściej na poziomie fałdów głosowych od strony spoidła przedniego, rzadziej w okolicy podgłośniowej lub nadgłośniowej.
W zespole kociego krzyku (zespole Cri du Chat) występuje nieprawidłowa budowa krtani, powodująca jej zwężenie w czasie wdechu. Bardzo rzadką wadą wrodzoną powodującą duszność krtaniową w wyniku wiotkości nagłośni jest opadnięcie krtani. Wiotkość krtani występuje w również bardzo rzadkim zespole Pierre’a Robina. Innymi przyczynami są wrodzone zwężenie chrząstki pierścieniowatej i wrodzone torbiele krtani.

#### Ziarniniakowatość z zapaleniem naczyń
W przebiegu ziarniniakowatości z zapaleniem naczyń (zwanej dawniej ziarniniakiem Wegenera) mogą pojawiać się powikłania w postaci podgłośniowego zwężenia krtani, powstającego w wyniku naciekania i włóknienia zmian martwiczo-ziarniniakowych. Zwężenie ma zwykle długość 2–4 cm, jest nieregularne, obejmuje błonę śluzową i podśluzową, rzadko chrząstkę, ma postać nacieków, ziarniniaków i owrzodzeń.
Częstość występowania zwężeń u chorych na ziarniniakowatość z zapaleniem naczyń szacuje się na 10–23%, przy czym pięć razy częściej w przypadku zachorowania w dzieciństwie. Zwężenie może przyjmować ostry przebieg i przy braku skutecznego leczenia powodować zgon. U niektórych pacjentów zwężenie jest pierwszym objawem ziarniniakowatości, co utrudnia diagnostykę i może powodować traktowanie zwężenia jako idiopatycznego.

#### Nawracające zapalenie chrząstek
Nawracające zapalenie chrząstek jest rzadką chorobą autoimmunologiczną, w przebiegu której zapaleniu i postępującej destrukcji ulegają chrząstki, stawy i inne struktury zawierające dużo proteoglikanów. U około połowy pacjentów zajęte są chrząstki dróg oddechowych, prowadząc do podgłośniowego zwężenia krtani i dolnej części tchawicy. Zwężenie jest zazwyczaj rozległe i gładkie. Może powodować niewydolność oddechową i zapadnięcie tchawicy, zagrażające życiu.

#### Pemfigoid bliznowaciejący
Pemfigoid bliznowaciejący jest rzadką chorobą autoimmunologiczną powodującą powstawanie na granicy skóry właściwej i naskórka pęcherzy gojących się przez bliznowacenie. Zmiany dotyczą głównie błon śluzowych, czasem skóry. Bliznowaciejące pęcherze zwężające okolicę podgłośniową i głośnię, powodujące duszność, a nawet zagrożenie życia, zdarzają się rzadko.

#### Wrodzone pęcherzowe oddzielanie się naskórka
Wrodzone pęcherzowe oddzielanie się naskórka jest rzadką chorobą genetyczną, w przebiegu której powstają na skórze i błonie śluzowej pęcherze i nadżerki, czasem bliznowaciejące. Mogą zajmować błonę śluzową krtani powodując zwężenie.

#### Amyloidoza
Amyloidoza, inaczej skrobiawica, jest rzadką chorobą charakteryzującą się pozakomórkowym odkładaniem złogów amyloidu w różnych narządach. Jeżeli zajmuje drogi oddechowe, złogi amyloidu (przyjmujące postać guzków, płytek, sopli lub polipów) odkładające się w krtani i tchawicy mogą powodować ich zwężenie. W obrazie z tomografii komputerowej charakterystyczne są koncentryczne uwapnienia w tylnej ścianie tchawicy i skostnienia chrząstek bez chondromalacji.

#### Sarkoidoza
Sarkoidoza jest chorobą o nieznanej etiologii, w przebiegu której powstają nieserowaciejące ziarniniaki w różnych tkankach i narządach. Bardzo rzadko może zajmować krtań i tchawicę, powodując ich zwężenie bezpośrednio przez obecność ziarniniaków w ich świetle, albo wtórnie przez ucisk powiększonych węzłów chłonnych.

#### Nieswoiste zapalenia jelit
Rzadkim powikłaniem pozajelitowym nieswoistych zapaleń jelit są różnego stopnia, nawet bardzo duże, zwężenia dróg oddechowych. Mogą one pojawiać się zarówno w krtani, tchawicy, jak i w oskrzelach, przyjmując postać kruchych, łatwo krwawiących guzków, polipów albo okrężnych nacieków ziarninowych i zapalnych z limfocytami i komórkami plazmatycznymi.

#### Tracheobronchopatia osteochondroplastyczna
Tracheobronchopatia osteochondroplastyczna (ang. tracheobronchopathia osteochondroplastica, TBO) jest rzadką chorobą o nieznanej etiologii, charakteryzującą się występowaniem drobnych, chrzęstno-kostnych guzków w błonie śluzowej oskrzeli, tchawicy, rzadko krtani. Nigdy nie jest zajęta tylna ściana tchawicy, nie występuje też tracheomalacja. Choroba zazwyczaj przebiega łagodnie, niekiedy jednak wyrośla mogą spowodować duże zwężenie dróg oddechowych.

#### Obrzęk naczynioruchowy
Obrzęk naczynioruchowy, inaczej obrzęk Quinckego, jest zespołem chorobowym powodującym występowanie ograniczonych obrzęków skóry i błon śluzowych, mogących pojawiać się także w obrębie dróg oddechowych, zaburzając ich drożność.

#### Infekcje

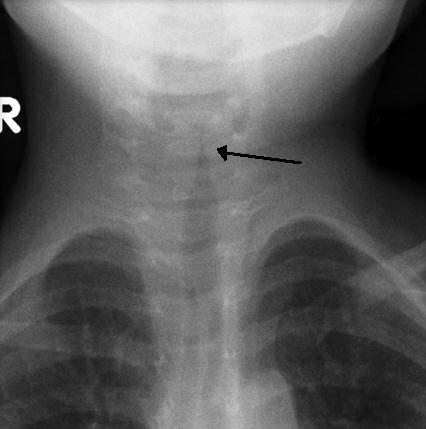
Podgłośniowe zwężenie krtani w przebiegu krupu.

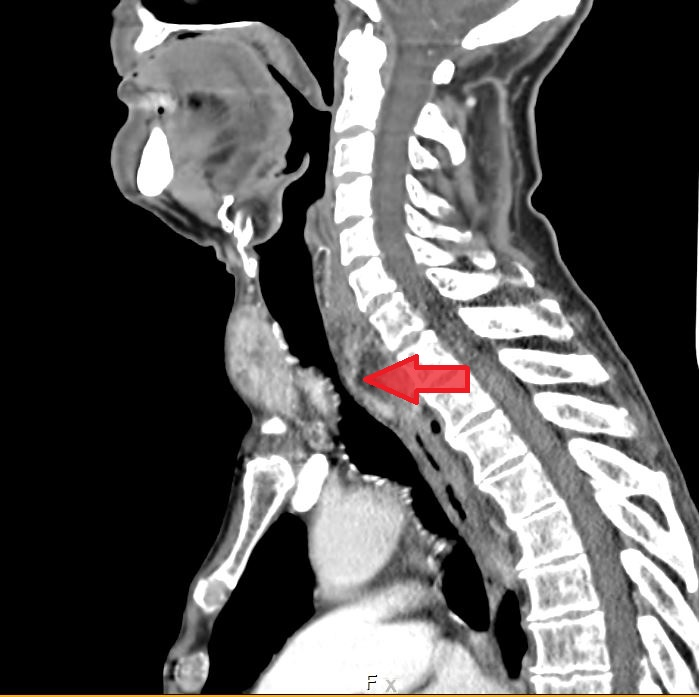
Zwężenie tchawicy spowodowane uciskiem przez wole.

Podgłośniowe zapalenie krtani, inaczej krup, jest chorobą układu oddechowego wywołaną przez infekcję wirusową z następowym zakażeniem bakteryjnym. Występuje najczęściej u dzieci od pierwszego do piątego roku życia. Towarzyszy mu obrzęk okolicy podgłośniowej, mogący prowadzić nawet do zwężenia zagrażającego życiu.
Etiologię wirusową ma także ostre zapalenie krtani, tchawicy i oskrzeli, objawiające się oprócz obrzęku dróg oddechowych także odkładaniem się na ich błonach śluzowych złogów włóknikowych. Obturacja dróg oddechowych w tej chorobie często stanowi zagrożenie życia.
Ostre zapalenie nagłośni ma etiologię bakteryjną. Obrzęk nagłośni, fałdów nalewkowo-nagłośniowych i błony śluzowej pokrywającej chrząstki nalewkowate może powodować ostrą niewydolność oddechową, zagrażającą życiu.
Zwężenia krtaniowo-tchawicze mogą powstawać również w przebiegu infekcji takich jak gruźlica, kiła, błonica, twardziel czy histoplazmoza. W gruźlicy krtani ziarnina lub blizna pojawia się głównie w jej tylnej części, okolicy międzynalewkowej i nagłośni. Obecne może być także zapalenie jednego fałdu głosowego lub chrząstek krtani. Zmiany gruźlicze mogą być obecne także w tchawicy i oskrzelach, mając postać rozlanych zmian zapalnych, nacieków, nadżerek i owrzodzeń, mogących przekształcać się w trwałe zmiany bliznowate, zwężające lub nawet zamykające światło dróg oddechowych. Zwężać tchawicę i oskrzela mogą także takie zmiany gruźlicze jak polipowate narośla czy kalafiorowate pseudoguzy. W kile zwężenia spowodowane zniszczeniem chrząstek krtani występują w jej górnym piętrze. Zmiany w przebiegu twardzieli pojawiają się zwykle w okolicy podgłośniowej, początkowo mają postać wydzieliny śluzowo-ropnej na błonie śluzowej, która zasycha w strupy i przechodzi następnie w czerwone lub różowe guzki ostatecznie bliznowaciejące i zwężające światło dróg oddechowych.

### Zwężenia idiopatyczne
W części przypadków zwężeń krtaniowo-tchawiczych nie udaje się ustalić ich przyczyny, wtedy traktuje się je jako zwężenia idiopatyczne (ang. idiopathic laryngotracheal stenosis, ILTS). Zwężenie uznaje się za idiopatyczne także wtedy, gdy pierwsze objawy pojawiły się więcej niż 2 lata po zakończeniu intubacji lub zamknięciu tracheotomii. Zazwyczaj są to powoli narastające, bliznowate, gładkie, okrężne zwężenia podgłośniowe (ang. subglottic stenosis) na granicy chrząstki pierścieniowatej i pierwszej chrząstki tchawicy. Badana jest rola szlaku IL-23/IL-17A, limfocytów Tγδ i prątków z grupy Mycobacterium tuberculosis complex (MTBC) w ich patogenezie.

### Zwężenia wtórne
Zwężenia mogą być spowodowane także przez zewnętrzny ucisk innych struktur na krtań i tchawicę. Dochodzi do tego w przypadku guzów nowotworowych, torbieli lub ropni w obrębie szyi i śródpiersia, wola, powiększenia grasicy lub węzłów chłonnych. Inną przyczyną jest pierścień naczyniowy – rzadka wada wrodzona łuku aorty powodująca ucisk nieprawidłowo przebiegających dużych naczyń krwionośnych na tchawicę i w rezultacie duszność, stridor, bezdechy i sinicę.

## Profilaktyka
Zapobieganiu powstawania zwężeń jatrogennych może pomagać unikanie intubowania „na ślepo”, o ile to możliwe, i w sytuacjach trudności w uwidocznieniu krtani wykonywanie intubacji z użyciem giętkiego endoskopu. Mniejsze ryzyko spowodowania uszkodzeń krtani i tchawicy może nieść intubacja nosowo-tchawicza zamiast ustno-tchawiczej, co jest związane z mniejszą średnicą rurki intubacyjnej i lepszą jej stabilizacją. Niezależnie od tego rurka powinna być odpowiednio umocowana za pomocą plastrów przynajmniej w trzech miejscach. Stabilizację rurki ułatwia także odpowiednia sedacja farmakologiczna lub miorelaksacja, znosząc odruch kaszlu wywołany obecnością rurki i zmniejszając ruchliwość pacjenta, zwłaszcza pediatrycznego. Rozmiar rurki powinien być dostosowany do wzrostu, masy, wieku i płci pacjenta (maksymalnie 8 mm u mężczyzn i 7 mm u kobiet), a ciśnienie w mankiecie powinno być utrzymywane na poziomie 20–25 cm H2O, tak by był słyszalny niewielki przeciek powietrza, co zapobiega wywieraniu nadmiernego ucisku na ściany dróg oddechowych. U dzieci do 8 roku życia powinna być stosowana rurka bez mankietu. Ze względu na wpływ refluksu krtaniowo-gardłowego na powstawanie zwężeń w przypadkach przedłużonej intubacji zaleca się profilaktyczne włączenie inhibitorów pompy protonowej oraz ułożenie pacjenta w pozycji półsiedzącej pod kątem 30°, nawet przy braku objawów refluksu. Ważna jest także prawidłowa toaleta sondy żołądkowej i karmienie chorego często, ale małymi porcjami. U pacjentów poddawanych przedłużonej intubacji powinno się także wykonywać okresową kontrolę endoskopową krtani i górnej części tchawicy oraz unikać wykonywania tracheotomii.
Ryzyko narastania ziarniny i tkanki bliznowatej po zabiegach laryngologicznych może być zmniejszone przez miejscowe zastosowanie mitomycyny C lub długo działających kortykosteroidów na pole operacyjne bezpośrednio po zabiegu, a przy zabiegach laserowych także dokładne oczyszczenie pola operacyjnego ze zwęglonych resztek. Ze względu na tendencję do zarastania szpary głośni w przypadku urazów okolicy spoidła przedniego należy starannie planować cięcie w jego okolicach, unikać jednoczesnego obustronnego operowania obrzęków Reinkego, a przy usuwaniu przepony krtani zakładać separator silastikowy, by zapobiec ponownemu jej wytworzeniu.

## Diagnostyka
Podstawą diagnostyki jest szczegółowe przeprowadzenie wywiadu. Powinny być odnotowane wszystkie epizody problemów w intubacji, przedłużonej intubacji, nieudanej ekstubacji czy zabiegów w obrębie krtani i tchawicy, które mogą sugerować pourazową etiologię zwężenia. U dzieci powtarzające się epizody krupu mogą być podstawą do diagnostyki w kierunku podgłośniowego zwężenia krtani. Rozpoznanie przyczyny, umiejscowienia i stopnia zwężenia krtaniowo-tchawiczego ustala się głównie na podstawie spirometrii, laryngoskopii, wideostroboskopii, badań endoskopowych i obrazowych. Niekiedy w celu ustalenia przyczyny konieczna jest dalsza diagnostyka, obejmująca badania bakteriologiczne, serologiczne, histopatologiczne, pH-metrię przełyku. Istotnymi elementami diagnozy są stopień i długość zwężonego odcinka, jego odległość od fałdów głosowych i ostrogi tchawicy, stan błony śluzowej i szkieletu chrzęstnego, rodzaj tkanki tworzącej zwężenie (ziarninowata, bliznowata), ruchomość fałdów głosowych, stopień wydolności oddechowej.
Przy ocenie stopnia zwężenia pomocna jest skala nasilenia duszności MRC (ang. Medical Research Council dyspnoea scale), wykazująca wysoką korelację ze skalą Cottona-Myera. Wymaga ona jednak współpracy pacjenta, nie ma też zastosowania przy obecnej tracheotomii. Chory wybiera zdanie według niego najlepiej opisujące jego stan:
- stopień 1: odczuwam brak tchu przy intensywnych ćwiczeniach
- stopień 2: mam krótki oddech przy szybszym wejściu na niewielki pagórek
- stopień 3: idę wolniej po płaskim niż ludzie w moim wieku, ponieważ brak mi tchu lub muszę przystanąć, kiedy idę swoim zwykłym tempem
- stopień 4: idąc po płaskim muszę przystanąć po około 100 m
- stopień 5: mam zbyt nasiloną duszność, aby opuścić dom lub żeby się samodzielnie ubrać lub umyć[7].

Diagnostyka powinna obejmować także ogólny stan pacjenta i choroby towarzyszące, mogące mieć istotny wpływ na wybór metody leczenia i jego powodzenie. Do czynników mogących ograniczać możliwości i skuteczność leczenia zaliczają się obecność aktywnego stanu zapalnego w okolicy zwężenia, ziarniniakowatość z zapaleniem naczyń, choroba refluksowa przełyku, refluks krtaniowo-gardłowy, skłonność do bliznowacenia, cukrzyca, otyłość (zwłaszcza znacznego stopnia), niedożywienie, astma oskrzelowa, przewlekła obturacyjna choroba płuc, przewlekłe zapalenie oskrzeli, poważny obturacyjny bezdech senny, niedoczynność tarczycy, choroby autoimmunologiczne (zwłaszcza wymagające leczenia kortykosteroidami), ciężka kifoskolioza, ciężkie wady wrodzone, obecność PEG, napromienianie krtani w wywiadzie, palenie tytoniu i inne nałogi oraz zły stan higieny jamy ustnej.

### Badania foniatryczne
Podstawą diagnostyki są badania foniatryczne: wideolaryngoskopia i wideostroboskopia, umożliwiające ocenę głośni, w tym ruchomości fałdów głosowych, a także okolicy podgłośniowej.

### Spirometria

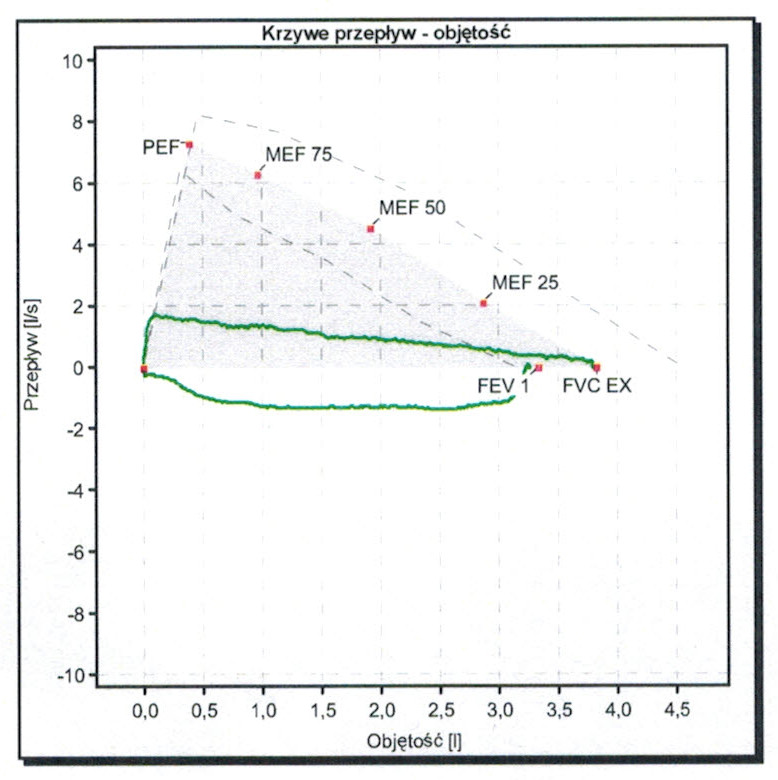
Krzywe przepływ-objętość u 31-letniej kobiety z dwoma zwężeniami krtani. Spłaszczenie obu krzywych wskazuje na sztywną obturację górnych dróg oddechowych.

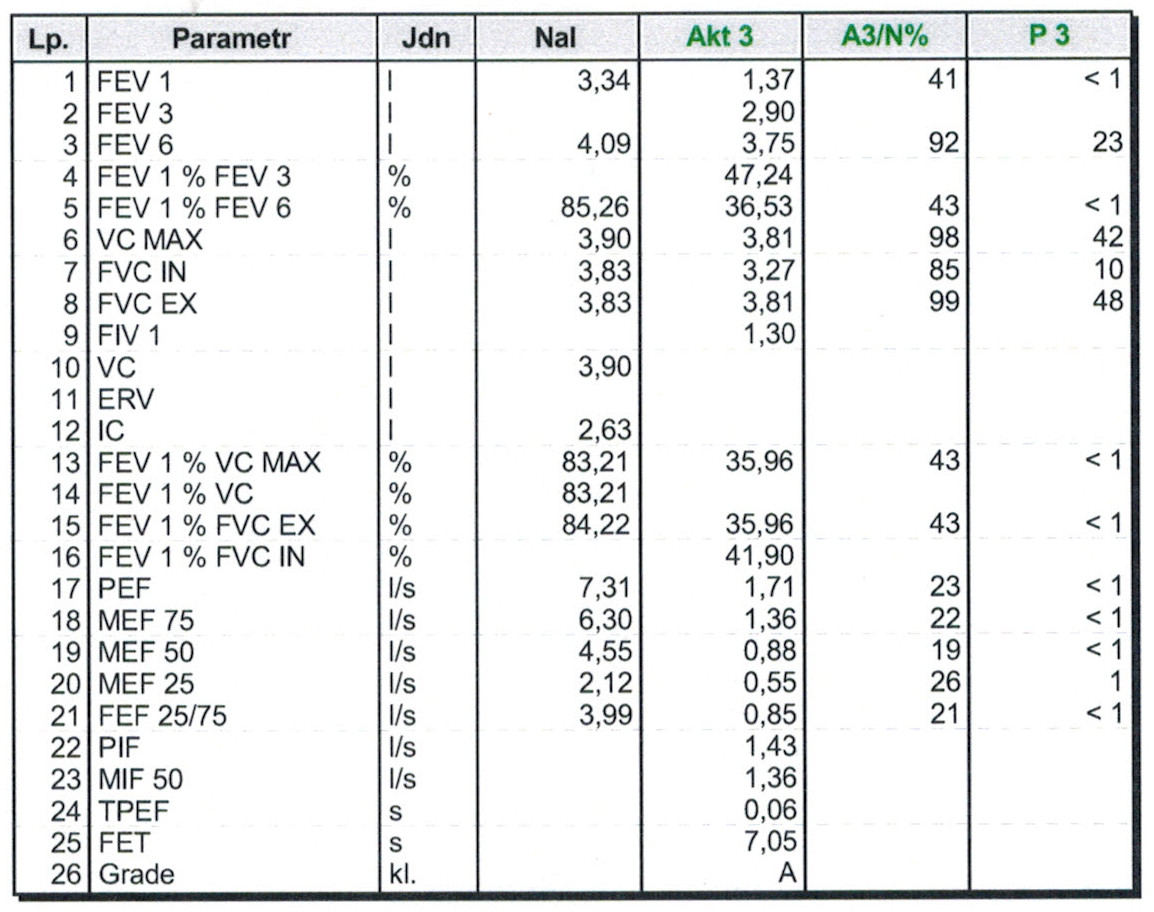
Wyniki badania spirometrycznego u tej samej pacjentki. Stosunek FEV1 do PEF równy 0,80 oraz znacznie większa wartość FEV1% wartości należnej (41%) od PEF % wartości należnej (23%) wskazują na obturację w górnych drogach oddechowych. Wartość FEV1 41% wskazuje na obturację w stopniu ciężkim.

Spirometria jest przydatną i nieinwazyjną metodą oceny charakteru i stopnia obturacji dróg oddechowych na podstawie kształtu krzywych i wybranych wskaźników liczbowych, wymagającą jednak weryfikacji badaniami obrazowymi lub endoskopowymi. Do prawidłowej interpretacji krzywych i wskaźników konieczne jest uzyskanie co najmniej trzech powtarzalnych i prawidłowo wykonanych pomiarów. Dla sztywnej (utrwalonej) obturacji w górnych lub centralnych drogach oddechowych, występującej w zwężeniach krtaniowo-tchawiczych, charakterystyczne jest obustronne spłaszczenie krzywych przepływ-objętość (zarówno wdechowej, jak i wydechowej); stosunek FIF50/FEF50 jest natomiast zwykle bliski 1 (FIF50 ≈ FEF50). Na obturację górnych dróg oddechowych wskazuje wartość FEV1/PEF powyżej 0,48 i wartość FEV1% wartości należnej większa od PEF % wartości należnej.
Stopień obturacji oceniany jest na podstawie wartości FEV1, przy jednoczesnym obniżeniu wskaźnika FEV1/VCmax:
- obturacja łagodna – wartość FEV1 poniżej 100%, ale większa lub równa 70%
- obturacja umiarkowana – wartość FEV1 poniżej 70%, ale większa lub równa 60%
- obturacja umiarkowanie ciężka – wartość FEV1 poniżej 60%, ale większa lub równa 50%
- obturacja ciężka – wartość FEV1 poniżej 50%, ale większa lub równa 35%
- obturacja bardzo ciężka – wartość FEV1 poniżej 35%[100].

### Badania endoskopowe
Badanie endoskopowe dróg oddechowych (bronchoskopia wykonywana metodą sztywnej tracheobronchoskopii, w zestawie do mikrolaryngoskopii lub fiberoskopami z optyką Hopkinsa) zwykle pozwala na dokładną ocenę lokalizacji i długości zwężenia, także niżej położonego, ocenę ruchomości nalewek, stanu błony śluzowej. Możliwe jest także pobranie wymazu lub biopsji i wykonanie zabiegu poszerzania. Ocena długości zwężenia i stanu dróg oddechowych poniżej niego może jednak okazać się niemożliwa przy zwężeniach znacznego stopnia, nie przepuszczających bronchoskopu. Wykrycie, ocena oraz biopsja cienkoigłowa zmian śródściennych tchawicy oraz zmian w strukturach do niej przylegających możliwa jest poprzez bronchofiberoskopię z ultrasonografią wewnątrzoskrzelową przy użyciu specjalnego bronchofiberoskopu wyposażonego na stałe w głowicę konweksową USG (CP-EBUS).

### Badania obrazowe
W obrazowaniu krtani stosuje się tomografię komputerową, czasem także rezonans magnetyczny. W przypadkach wrodzonego porażenia fałdów głosowych konieczne jest wykonanie rezonansu magnetycznego głowy w celu wykluczenia wad ośrodkowego układu nerwowego. Zdjęcia rentgenowskie, ze względu na nakładające się cienie tkanek miękkich i kości, mają mniejszą wartość diagnostyczną.
Spiralna wielorzędowa tomografia komputerowa z rekonstrukcją 3D umożliwia ocenę długości zwężenia i stanu dróg oddechowych poniżej niego, nawet w zwężeniach krytycznych, identyfikację ewentualnych uszkodzeń chrząstek i mnogich zwężeń, a także ocenę stanu struktur otaczających. Ograniczenia tomografii to brak możliwości oceny stanu błony śluzowej i ruchomości struktur krtani oraz niemożliwość podejmowania działań leczniczych.

### Diagnostyka w kierunku ziarniniakowatości z zapaleniem naczyń
W przypadkach zwężeń o niejasnej etiologii konieczne jest wykluczenie ziarniniakowatości z zapaleniem naczyń, którego rozpoznanie ogranicza możliwości leczenia operacyjnego. Swoistym testem dla tej choroby jest oznaczenie miana przeciwciał c-ANCA, które w jej zaostrzeniach osiąga czułość 95%. W początkowym okresie choroby oraz w okresach remisji miana c-ANCA często są jednak ujemne. Wykorzystuje się także badanie laryngologiczne, badania krwi i moczu, RTG płuc, tomografię komputerową i badanie histopatologiczne tkanek z miejsca zwężenia. W tomografii widoczne jest znaczne zwiększenie grubości ściany tchawicy. Badanie histopatologiczne wykazuje martwiczą ziarninę z komórkami olbrzymimi i objawami zapalenia naczyń.

## Leczenie

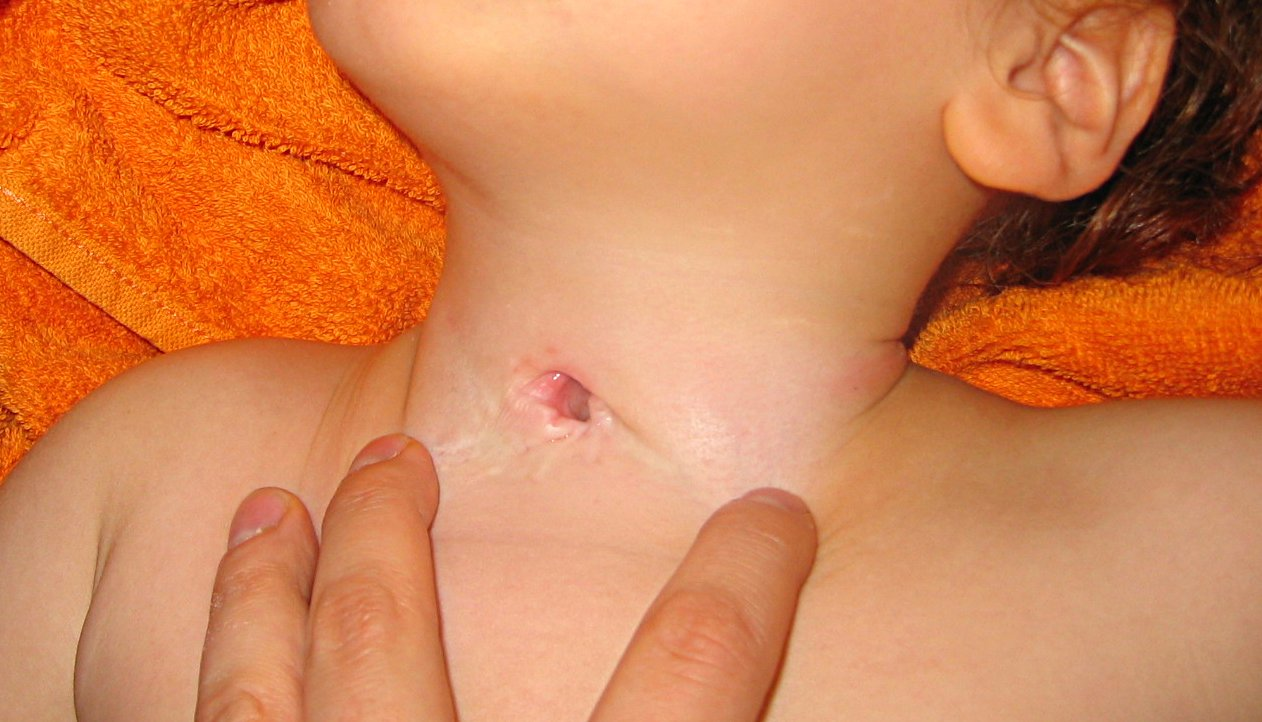
W przypadku ciężkiej niedrożności krtani tracheotomia jest zabiegiem ratującym życie

Sposób leczenia zwężeń krtaniowo-tchawiczych zależy od etiologii, lokalizacji i stopnia zwężenia, stopnia wydolności oddechowej, a także wieku, stanu ogólnego chorego i współwystępowania innych chorób.
Zwężenia niewielkiego stopnia, nie powodujące znacznego pogorszenia wydolności oddechowej, mogą być leczone zachowawczo z zastosowaniem tlenoterapii, leków mukolitycznych, antybiotyków i kortykosteroidów, co może powstrzymywać progresję choroby. Zawsze jednak konieczna jest regularna kontrola laryngologiczna. Jeżeli zwężenie pourazowe zostało rozpoznane wcześnie, gdy nie wytworzyła się jeszcze stabilna blizna, wziewne lub dożylne podawanie kortykosteroidów może hamować proces zapalny i powstrzymać dalsze narastanie zwężenia.
Niezależnie od przyczyny zwężenia, przy nasilonej duszności, zagrażającej życiu, konieczna bywa tracheotomia. Jeżeli planowane jest leczenie za pomocą chirurgii otwartej, tracheotomia powinna być umieszczona na wysokości zwężenia, by zmniejszyć długość odcinka tchawicy, który będzie później wycięty. W innych przypadkach należy ją wykonywać co najmniej 1 cm poniżej zwężenia, by bezpośredni kontakt rurki tracheotomijnej nie utrudniał gojenia po zabiegach endoskopowych. U dzieci poniżej 12 roku życia należy unikać wykonywania konikotomii.
W przypadku pourazowych ziarninowatych lub bliznowatych zwężeń podgłośniowych, które występują najczęściej, leczeniem zasadniczym jest leczenie endoskopowe (laserowe lub mechaniczne poszerzanie krtani i tchawicy), założenie stentu lub chirurgia otwarta (rozszczepienie chrząstki pierścieniowatej, laryngotracheoplastyka albo resekcja zwężenia). Powinno być ono poprzedzone oceną i zabezpieczeniem drożności dróg oddechowych, a w razie potrzeby leczeniem zachowawczym w celu wyeliminowania lub złagodzenia czynników zwiększających ryzyko niepowodzenia leczenia chirurgicznego (eradykacja patogenów powodujących stan zapalny w obrębie zwężenia, leczenie refluksu krtaniowo-gardłowego i ewentualnie innych chorób towarzyszących).
W pierwszej kolejności podejmuje się próby leczenia endoskopowego, jako najmniej inwazyjnego, chyba że występują do niego przeciwwskazania. Dopiero w przypadku jego niepowodzenia stosuje się implantację stentu lub chirurgię otwartą. Jeśli wszystkie metody zawiodą lub pacjent jest w zbyt złym stanie ogólnym, by je przeprowadzić, jedynym rozwiązaniem może pozostać tracheotomia.
Celem leczenia jest uzyskanie stabilnej, elastycznej, pokrytej błoną śluzową drogi oddechowej o dobrej drożności przy zachowaniu prawidłowych funkcji krtani. Istotna jest także długotrwałość efektu leczenia i możliwość wykonywania ponownych zabiegów w przypadku nawrotu zwężenia. Ocena wyników leczenia obejmuje możliwość bezpiecznej ekstubacji (zaprzestania intubacji) oraz dekaniulacji (usunięcia rurki trachetomijnej u pacjentów, którzy mieli wykonaną tracheotomię), subiektywną ocenę oddychania, również z wykorzystaniem skali duszności MRC, ocenę połykania i głosu, a także konieczność przeprowadzania kolejnych zabiegów.

### Leczenie endoskopowe

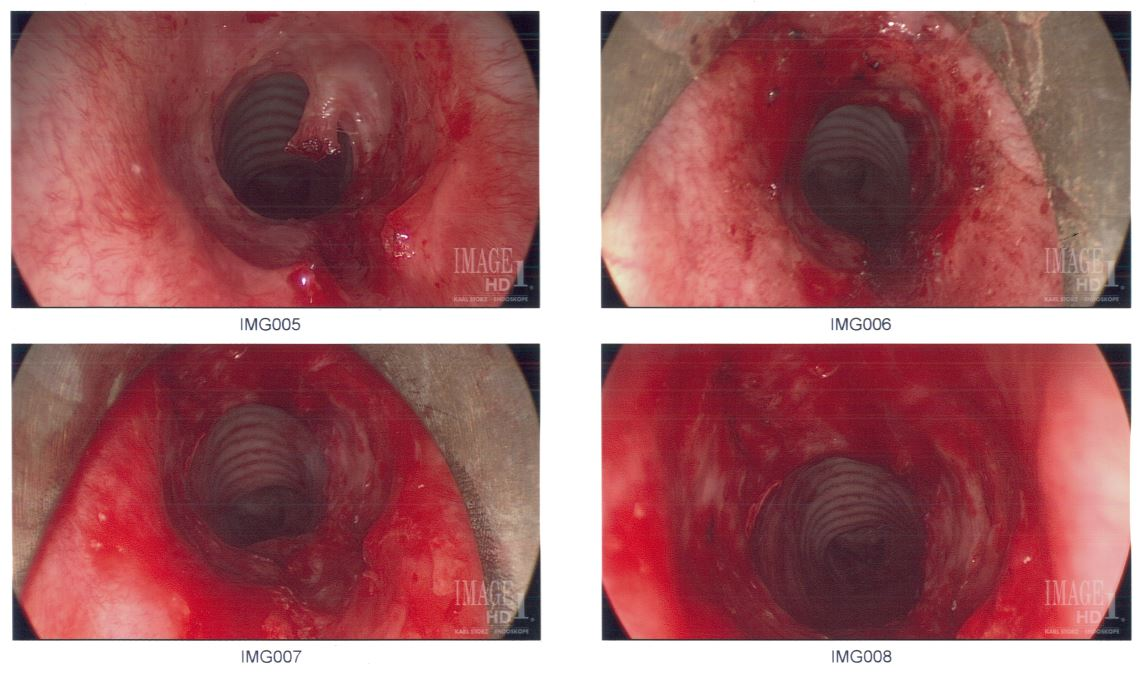
Zdjęcia śródoperacyjne laserowego usuwania zwężenia powstałego w następstwie choroby refluksowej

Do leczenia endoskopowego kwalifikują się chorzy ze zwężeniami stopnia 1 i 2 w skali Cottona-Myera, o długości zwężenia nieprzekraczającej 1 cm (według innych autorów 2–3 cm). Gdy brak jest dostrzegalnego światła krtani, poszerzanie endoskopowe może być wykonywane jedynie w zwężeniach o charakterze cienkiej błony (płetwy). Dyskwalifikujące do takiego leczenia są tracheomalacja, zapadnięcie chrząstek, ucisk struktur zewnętrznych na krtań lub tchawicę, a także bezpośrednie sąsiedztwo tracheotomii ze zwężeniem, ze względu na niekorzystny wpływ urazów powodowanych przez rurkę tracheotomijną na proces gojenia. Obustronne porażenie fałdów głosowych może ograniczać możliwości endoskopowego leczenia zwężenia podgłośniowego lub tchawiczego.
Ziarniniaka fałdu głosowego znacznie zaburzającego drożność dróg oddechowych również usuwa się endoskopowo, po wykluczeniu pochodzenia nieurazowego (dysplazji, raka, amyloidozy czy gruźlicy krtani). Zwężenie tylnego odcinka szpary głośni wycina się za pomocą lasera. Przeponę (płetwę) krtani wycina się laserowo i zakłada separator silastikowy w celu zapobiegania ponownemu zarastaniu szpary głośni od strony spoidła przedniego. Separator usuwa się do 2-4 tygodni po zabiegu.
Zabiegi endoskopowe zwykle nie przynoszą trwałej poprawy, w większości przypadków (według części autorów jest to w 30–50%) dochodzi do restenozy (ponownego wytworzenia zwężenia) i w rezultacie zabiegi takie muszą być wielokrotnie powtarzane. Ryzyko zarastania ziarniną i tkanką bliznowatą może zmniejszyć miejscowe podawanie mitomycyny C lub długo działających kortykosteroidów. Mitomycyna aplikowana jest na pole operacyjne za pomocą bawełnianego wacika nią nasączonego. Przy jej podawaniu konieczne jest zachowanie dużej ostrożności, gdyż może powodować powikłania takie jak zezłośliwienie zmian. Badania podają rozbieżne dane na temat jej skuteczności w zapobieganiu restenozie, raportowano nawet możliwość przyśpieszania powstawania zwężenia. Sterydy mogą być wstrzykiwane w obszar pola operacyjnego bezpośrednio po zabiegu, od wewnątrz lub drogą zewnętrznych injekcji, a także podawane wziewnie po operacji. W przypadku użycia lasera pole operacyjne powinno być po zabiegu dokładnie oczyszczone ze zwęglonych resztek. W celu zapobiegania ponownemu zwężeniu bywa stosowana także brachyterapia z użyciem irydu 192.
U pacjentów ze zwężeniami podgłośniowymi i tchawiczymi należy unikać intubacji. Najlepszą metodą mechanicznej wentylacji podczas zabiegów laryngoskopowych jest wentylacja dyszowa.

#### Poszerzanie laserowe
Laserowe poszerzanie krtani i tchawicy najczęściej przeprowadza się z wykorzystaniem laseru CO2, wykonując w tkance zwężającej światło dróg oddechowych 2–4 promieniste nacięcia. Zabieg często nie daje trwałego efektu i jest konieczne jego powtarzanie. Resekcja endoskopowa z terapią adjuwantową (ang. endoscopic resection with adjuvant medical therapy, ERMT), polegająca na wycinaniu tkanki zwężenia laserem CO2 i następnym pooperacyjnym podawaniu wziewnych kortykosteroidów, inhibitorów pompy protonowej i trimetoprymu z sulfametoksazolem, pozwala na znaczne wydłużenie czasu między nawrotami zwężenia w porównaniu do dylatacji mechanicznej.
Powikłaniami zabiegów laserowych mogą być nadżerki błony śluzowej, krwiaki, obrzęki, dysfunkcje głosu (zwykle przejściowe, ale przy głębszych uszkodzeniach fałdu głosowego lub zwichnięciu chrząstki nalewkowatej mogą okazać się trwałe). Uszkodzenia powstałe w trakcie zabiegu mogą prowadzić do wtórnego ziarninowania i bliznowacenia, a w efekcie nawrotu zwężenia. Czasami może nastąpić zapłon od lasera, przebicie tchawicy (a w następstwie odma opłucnowa lub śródpiersiowa), przetoka tchawiczo-przełykowa, uszkodzenie nerwu podjęzykowego.

#### Poszerzanie mechaniczne

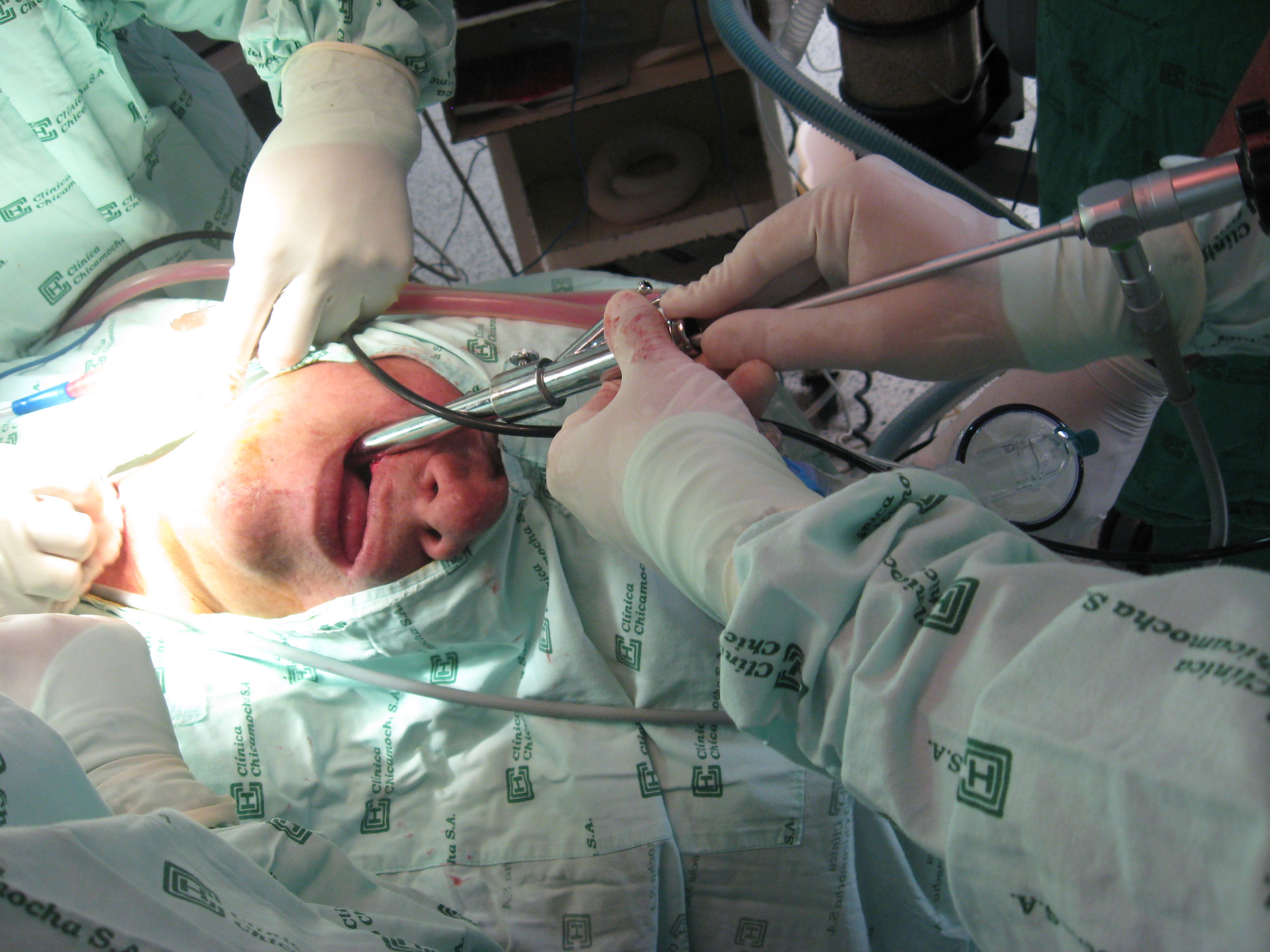
Bronchoskopia sztywna

Poszerzanie mechaniczne (dylatacja) wykonywane jest poprzez przesuwanie przez zwężenie sztywnych bronchoskopów o coraz większych średnicach. Jest stosowane jako zabieg izolowany lub uzupełnienie poszerzania laserowego. Podobnie jak w przypadku poszerzania laserowego, poprawa po zabiegu jest krótkotrwała, co wiąże się z koniecznością jego wielokrotnego powtarzania. W przypadku obecności stanu zapalnego lepsze efekty przynosi dylatacja połączona z ostrzykiwaniem miejsca zwężenia kortykosteroidami. Inną metodą poszerzania mechanicznego jest dylatacja balonowa. W miejsce zwężenia wprowadza się endoskopowo balonik, który jest rozprężany na 30 sekund do 2 minut, uciskając zwężającą drogi oddechowe ziarninę. Może być to powtarzane kilka razy podczas jednego zabiegu. Dylatacja jest przeciwwskazana w zwężeniach dojrzałych, w których uformowała się już twarda blizna.

#### Inne metody leczenia endoskopowego
W endoskopowym leczeniu zwężeń krtaniowo-tchawiczych bywa stosowana także argonowa koagulacja plazmowa (ang. argon plasma coagulation, APC), bezkontaktowa metoda jednobiegunowej koagulacji elektrochirurgicznej. Daje ona dobre efekty w zwężeniach 1 i 2 stopnia w skali Cottona-Myera, natomiast gorzej sprawdza się w zwężeniach większego stopnia. Bywa stosowana także krioterapia.

### Stenty
Stenty poszerzające światło dróg oddechowych, zakładane z dostępu endoskopowego, mogą być zrobione z silikonu lub metalu. Dzielą się one na dwa typy: samorozprężalne stenty wewnątrzkrtaniowe/wewnątrztchawicze oraz stenty T w postaci rurki z zewnętrznym ramieniem. Te pierwsze powinny być zakładane jedynie w leczeniu krótkoterminowym lub paliatywnym ze względu na tendencję do migrowania i wywoływanie narastania ziarniny, co skutkuje złymi długoterminowymi efektami leczenia, utrudnia także dalsze leczenie chirurgiczne. Konieczne jest zostawienie przynajmniej 5–10 mm wolnego odcinka śluzówki pod fałdami głosowymi i podobnego odcinka nad ostrogą tchawicy, by umożliwić ruchomość fałdów głosowych i zmniejszyć ryzyko zarośnięcia głośni i oskrzeli głównych przez tkankę ziarninową.
Do założenia stentu T kwalifikują się pacjenci z tracheotomią, u których próby poszerzania laserowego lub mechanicznego zakończyły się niepowodzeniem. Warunkiem jest obecność przynajmniej 5–8 mm zdrowego odcinka krtani poniżej fałdów głosowych, takie stenty nie mogą być też stosowane u chorych korzystających ze wspomagania oddechu. Stenty T powinny być wymieniane na nowe co dwa lata.
Powikłaniami po założeniu stentu T mogą być jego niedrożność, narastanie ziarniny przy jego końcach, a także zaburzenia głosu spowodowane zbyt bliskim sąsiedztwem stentu z fałdami głosowymi. Używanie do odsysania wydzieliny cewnika o rozmiarze nieprawidłowo dobranym (zbyt dużym) do rozmiaru stentu może spowodować przemieszczenie lub nawet wypadnięcie stentu.
4–6 tygodni po założeniu każdego stentu konieczna jest kontrola endoskopowa, a przy pierwszych objawach narastania ziarniny endoskopowe poszerzanie (usuwanie ziarniny).

### Chirurgia otwarta
Metodami leczenia zwężeń krtaniowo-tchawiczych w chirurgii otwartej są rozszczepienie chrząstki pierścieniowatej, rekonstrukcja krtani i tchawicy z przeszczepem chrząstki (laryngotracheoplastyka) i resekcja tchawicy lub resekcja pierścienno-tchawicza z zespoleniem pierwotnym. Kwalifikują się do nich pacjenci z rozległym zwężeniem (o długości powyżej 2–3 cm lub uniemożliwiającym zidentyfikowanie światła dróg oddechowych), zapadnięciem chrząstek, tracheomalacją, a także ci, u których leczenie endoskopowe lub z zastosowaniem stentów nie przyniosło oczekiwanych efektów. Ze względu na czas wytwarzania się dojrzałej blizny operacje mogą być wykonywane dopiero przynajmniej 12 miesięcy po wystąpieniu urazu powodującego zwężenie. Wcześniejsze wykonanie zabiegu znacznie zwiększa ryzyko ponownego powstania zwężenia. Dotyczy to także reoperacji po wcześniejszej resekcji lub laryngotracheoplastyce. Przed operacją konieczne jest dokładne badanie endoskopowe w celu oceny lokalizacji, długości i stopnia zwężenia, co umożliwia dobre zaplanowanie poziomu i rozległości resekcji.
Przeciwwskazaniami do operacji są stan zapalny w obrębie zwężenia, obecność wielu miejsc zwężeń, infekcje dróg oddechowych, przewlekłe choroby płuc, nieleczony lub nieodpowiadający na leczenie refluks krtaniowo-gardłowy, zaburzenia połykania z aspiracją pokarmu do dróg oddechowych, niewydolność krążenia, choroby wymagające przewlekłego stosowania kortykosteroidów (do czasu, gdy można je bezpiecznie odstawić), a także, ze względu na konieczność współpracy pacjenta w okresie pooperacyjnym, poważne zaburzenia psychiczne i neurologiczne. Operowani mogą być jedynie pacjenci w dobrym stanie ogólnym. Nie operuje się dzieci o zbyt niskiej masie ciała (zwykle granicą jest 10 kg). Przypadki, w których oprócz podgłośni zwężenie zajmuje także głośnię, obarczone są większym ryzykiem niemożności dekaniulacji lub przedłużonym czasem do jej bezpiecznego wykonania. Obecność innych, współistniejących wad wrodzonych u dzieci z wrodzonym zwężeniem podgłośniowym również może przedłużać czas do dekaniulacji, jednak nie zmniejsza szans na jej wykonanie ani nie zwiększa znacząco ryzyka powikłań. Najczęstszym powikłaniem jest nawrót zwężenia.

#### Rozszczepienie chrząstki pierścieniowatej
Rozszczepienie chrząstki pierścieniowatej (ang. anterior cricoid split, ASC) jest metodą leczenia zwężeń podgłośniowych u dzieci poniżej szóstego miesiąca życia. Chrząstka pierścieniowata, jeden lub dwa górne kręgi tchawicy i czasem też dolna część chrząstki tarczowatej są przecinane wzdłuż linii pośrodkowej, następnie delikatnie rozchylane na boki i stabilizowane szwami.

#### Rekonstrukcja krtani i tchawicy
Rekonstrukcja krtani i tchawicy (laryngotracheoplastyka) jest metodą poszerzania światła dróg oddechowych przy pomocy autoprzeszczepu chrząstki. Przecina się wzdłuż linii pośrodkowej chrząstkę pierścieniowatą wraz z kilkoma górnymi kręgami tchawicy i dolną częścią chrząstki tarczowatej (w zależności od długości zwężenia), tak by odsłonić zwężenie na całej długości wraz z marginesem prawidłowego światła. Rozcięte brzegi chrząstek delikatnie rozchyla się na boki, a w świetle zwężenia, dla zabezpieczenia drożności podczas gojenia, umieszcza się stent (u dorosłych silikonowy stent Montgomery, u dzieci teflonowy stent Cotton-Lorenz). Wytworzoną przez rozchylenie chrząstek lukę w ścianie krtani i tchawicy uzupełnia się odpowiednio dociętym kawałkiem chrząstki tego samego chorego. Najczęściej wykorzystuje się do tego fragment chrząstki siódmego lub ósmego żebra, pobrany wraz z częścią ochrzęstnej, która po wstawieniu przeszczepu znajduje się po wewnętrznej stronie krtani i stanowić będzie podstawę dla nowo powstającego nabłonka. Przeszczep przyszywa się do krtani. Stent mocuje się do szyi również za pomocą szwów, a po 3–4 tygodniach usuwa endoskopowo. Czasem występuje konieczność dłuższego utrzymywania stentu w krtani. Laryngotracheoplastyka jest leczeniem z wyboru u niemowląt i dzieci ze zwężeniem podgłośniowym.
Powikłaniami operacji mogą być zmiany głosu, odma opłucnowa lub śródpiersiowa, przetoka krtaniowo-skórna, a także nawrót zwężenia. Mogą one powodować konieczność ponownej operacji.

#### Resekcja tchawicy i resekcja pierścienno-tchawicza

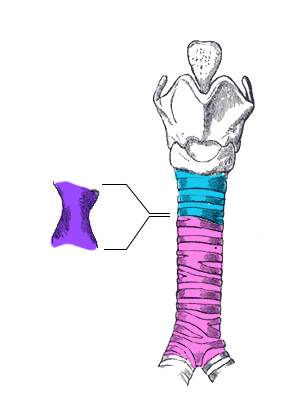
Schemat przedstawiający poprzeczną resekcję tchawicy z zespoleniem. Wycięty zwężony odcinek zaznaczony na fioletowo.

Poprzeczna resekcja tchawicy z zespoleniem pierwotnym to operacja polegająca na usunięciu zwężonego odcinka tchawicy w całości i połączeniu pozostałej górnej oraz dolnej części. Jeżeli zwężenie obejmuje także chrząstkę pierścieniowatą, wykonuje się resekcję pierścienno-tchawiczą, w której usuwa się również przednią część tej chrząstki, oczyszcza jej resztę ze zwężającej ją tkanki, a górne segmenty pozostawionej tchawicy przyszywa się wewnątrz chrząstki tarczowatej. Dla zabezpieczenia drożności i podparcia zespolenia w świetle krtani umieszcza się stent w postaci rurki T, który jest usuwany po 3–8 tygodniach, często jednak zamiast niego wystarcza pozostawienie rurki intubacyjnej na 10–14 dni. W niektórych przypadkach rozległych zwężeń tchawicy może być konieczne przecięcie mostka, umożliwiające dostęp do niżej położonych zwężeń oraz mobilizację tchawicy w celu umożliwienia jej podciągnięcia do krtani.
Resekcję można wykonać w przypadku zwężenia o długości do 4,5–5 cm (około 7 chrząstek tchawicy), a odsetek trwałych wyleczeń sięga 85–100%, warunkiem jest jednak staranna kwalifikacja i przygotowanie chorego do zabiegu. Przeciwwskazaniem są także wcześniejsze zabiegi chirurgii otwartej krtani i tchawicy, skutkujące zbliznowaceniami w tych okolicach, które mogą uniemożliwić obniżenie krtani i podciągnięcie ku górze pozostawionej części tchawicy, a tym samym wykonanie stabilnego zespolenia. Resekcja nie powinna być również przeprowadzana u chorych, u których z powodu ciężkich schorzeń pulmonologicznych lub innych istnieje duże ryzyko konieczności wykonania w przyszłości tracheotomii.
Powikłaniami obu typów resekcji mogą być rozejście się lub zakażenie zespolenia i rozwinięcie się nowego zwężenia w jego miejscu. Może wystąpić także narastanie ziarniny spowodowane obecnością stentu, uszkodzenie nerwu krtaniowego wstecznego, obniżenie tonacji głosu, dysfagia, krwawienie, infekcja pooperacyjna, przetoka tchawiczo-przełykowa czy odma podskórna. Częstość występowania powikłań sięga 2,4–3,5%.

#### Postępowanie pooperacyjne
Wszystkie operacje zwężeń krtaniowo-tchawiczych z dostępu zewnętrznego dla powodzenia leczenia wymagają właściwej opieki pooperacyjnej i współpracy pacjenta. Konieczne jest zabezpieczanie drożności dróg oddechowych, inhalacje nawilżające, leczenie przeciwzapalne (profilaktyka antybiotykowa), przeciwobrzękowe, przeciwzakrzepowe i przeciwrefluksowe. Może być także stosowane żywienie dojelitowe. W celu zapobiegania rozejściu się wytworzonych zespoleń przez kilka dni głowa pacjenta powinna być lekko przygięta w kierunku klatki piersiowej, stabilizuje się ją w tej pozycji za pomocą założenia czasowego szwu na podbródek i skórę okolicy mostka lub kołnierza usztywniającego. Miejsca zespolenia powinny być kontrolowane endoskopowo lub za pomocą tomografii komputerowej około 4–6 tygodni po operacji. Jeżeli kontrola wykaże narastanie ziarniny, usuwa się ją laserowo lub poszerza balonem.

### Leczenie wspomagające

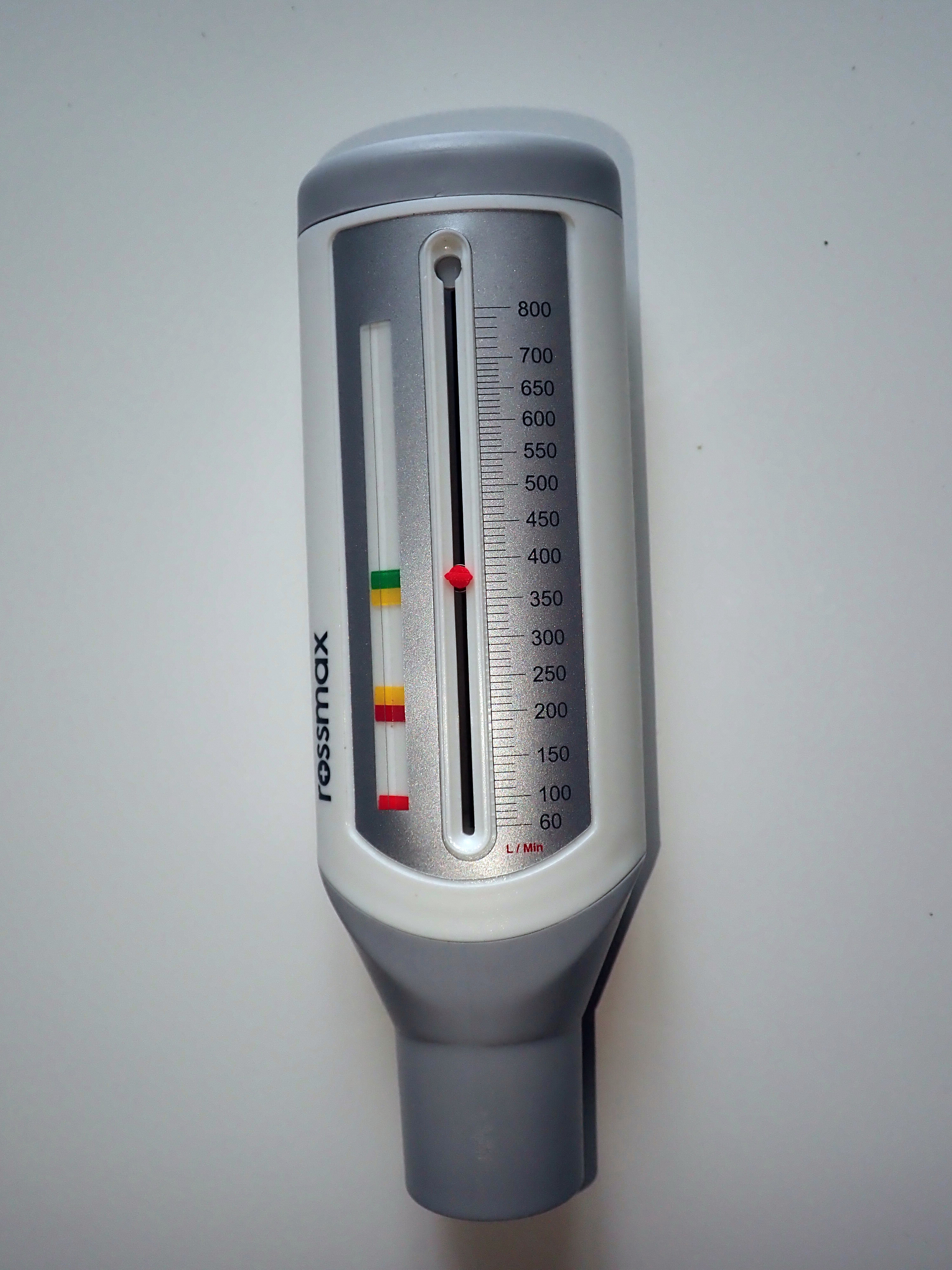
Pikflometr (miernik szczytowego przepływu wydechowego)

Zwężenie podgłośniowe, wytworzone z tkanki bliznowatej lub ziarninowatej, jest pozbawione typowego dla tchawicy nabłonka z rzęskami, przesuwającymi śluz w górę dróg oddechowych. Powoduje to zaleganie śluzu pod miejscem zwężenia, jego zagęszczanie i trudności w odkrztuszaniu, a czasami nawet całkowite zablokowanie dróg oddechowych w przypadku utknięcia dużego i gęstego czopu śluzu w zwężeniu. W celu zapobiegania temu śmiertelnemu powikłaniu zaleca się działania rozrzedzające śluz, zmniejszające jego ilość i ułatwiające odkrztuszanie.
Zaliczają się do nich:
- stosowanie leków wykrztuśnych i mukolitycznych,
- nebulizacja z soli fizjologicznej lub przegotowanej wody,
- stosowanie aerozolu z soli fizjologicznej do nosa,
- stosowanie nawilżaczy powietrza, zwłaszcza w gorących i klimatyzowanych pomieszczeniach,
- picie dużej ilości wody,
- unikanie palenia papierosów,
- ograniczenie spożywania alkoholu i kofeiny,
- modyfikacja diety[138].

Nebulizacje, oprócz rozrzedzania śluzu, pomagają także ograniczać kaszel, uczucie suchości w gardle, stridor i problemy z głosem.
Zalecane jest także codzienne mierzenie szczytowego przepływu wydechowego (ang. peak expiratory flow, PEF) za pomocą przenośnego pikflometru. Regularnie notowane pomiary ułatwiają kontrolowanie przebiegu choroby i wczesne dostrzeżenie pogarszania się drożności dróg oddechowych.

### Leczenie zwężeń niepourazowych
Niewielkie objawy zwężenia głośni w wyniku jednostronnego porażenia fałdów głosowych zwykle ustępują samoistnie w ciągu kilku miesięcy. W obustronnym porażeniu nerwów krtaniowych wstecznych, gdy fałdy głosowe unieruchomione są w położeniu przyśrodkowym i zamykają szparę głośni, co skutkuje stridorem o znacznym nasileniu i niewydolnością oddechową, często jest konieczna tracheotomia w celu doraźnego przywrócenia drożności dróg oddechowych (nawet w połowie przypadków), przy czym z czasem u znacznej części pacjentów następuje samoistna poprawa ruchomości fałdów głosowych. Jeżeli jednak nie nastąpiła ona w przeciągu roku od wystąpienia porażenia, pacjentów kwalifikuje się do leczenia chirurgicznego. Może ono polegać na poszerzeniu głośni poprzez jednostronne laserowe usunięcie chrząstki nalewkowatej albo jedno- lub obustronne usunięcie tylnej części fałdów głosowych.
Zwężenia powstałe wskutek powikłań po radioterapii leczy się antybiotykami i kortykosteroidami.
W leczeniu naczyniaków krtani stosuje się propranolol. Jeżeli naczyniak jest niewielki, może wystarczać leczenie farmakologiczne, jednak w przypadkach dużych naczyniaków krtani umiejscowionych podgłośniowo, stwarzających ryzyko zamknięcia dróg oddechowych, niezbędna jest tracheotomia. Jeżeli leczenie farmakologiczne nie przynosi poprawy wystarczającej do dekaniulacji, naczyniaka usuwa się chirurgicznie. Torbiele krtani usuwa się endoskopowo przy pomocy lasera CO2 lub w chirurgii otwartej.
Zwężenia czynnościowe w wyniku wrodzonej laryngomalacji i tracheomalacji zwykle ustępują samoistnie do drugiego roku życia, dzieci wymagają jednak stałej obserwacji laryngologicznej. Tylko w kilku procentach przypadków konieczna jest interwencja chirurgiczna. Wykonuje się wycięcie części nagłośni w kształcie litery V lub obustronne nacięcia fałdów nalewkowo-nagłośniowych za pomocą lasera. Przy wrodzonym zwężeniu chrząstki pierścieniowatej postępowanie zależne jest od stopnia zwężenia i nasilenia objawów. Jeżeli są niewielkie, mogą ustąpić wraz ze wzrostem krtani i nie wymagają interwencji. Przy dużym zwężeniu konieczna jest tracheotomia, a następnie chirurgiczne poszerzanie krtani. W zespole kociego krzyku dla przywrócenia drożności dróg oddechowych wykonuje się intubację lub tracheotomię.
W przypadku zwężeń w przebiegu chorób układowych ma zastosowanie leczenie przyczynowe. W leczeniu ziarniniakowatości z zapaleniem naczyń stosowane są kortykosteroidy, cyklofosfamid, trimetoprym, sulfametoksazol i metotreksat. Obecność aktywnego stanu zapalnego oraz przewlekłe stosowanie kortykosteroidów są przeciwwskazaniem do leczenia operacyjnego, w takich przypadkach postępowaniem z wyboru jest dylatacja połączona z miejscowym ostrzykiwaniem kortykosteroidami. Przeciwwskazane jest także zakładanie stentów ze względu na tendencję do narastania ziarniny w okolicy stentu. W leczeniu nawracającego zapalenia chrząstek stosuje się głównie kortykosteroidy, w ciężkich przypadkach w postaci dożylnych pulsów steroidowych. Innymi lekami stosowanymi w tej chorobie są metotreksat, azatiopryna, cyklosporyna A, cyklofosfamid i inhibitory TNF-α. Zapadnięcie tchawicy w jej przebiegu, jeśli pulsy sterydowe nie przynoszą efektu, jest powikłaniem wymagającym wykonania natychmiastowej tracheotomii.
W leczeniu pemfigoidu bliznowaciejącego stosuje się kortykosteroidy miejscowo, a w cięższych przypadkach ogólnoustrojowo razem z dapsonem lub lekami immunosupresyjnymi, takimi jak metotreksat, cyklofosfamid, cyklosporyna A, azatiopryna. W leczeniu amyloidozy stosuje się m.in. chemioterapię, immunoterapię, leczenie przeciwzapalne, eprodizat, terapię genową. Złogi amyloidu w krtani i tchawicy wymagają jednak usunięcia laryngoskopowego, a czasem nawet częściowego lub całkowitego usunięcia krtani. W leczeniu sarkoidozy stosuje się głównie kortykosteroidy, a przy ich nieskuteczności metotreksat, azatioprynę lub radioterapię. Ziarniniaki w obrębie krtani i tchawicy mogą wymagać usunięcia laryngoskopowego, czasami konieczna jest też tracheotomia. W leczeniu nieswoistych zapaleń jelit stosuje się głównie kortykosteroidy i aminosalicylany. Czasami konieczna jest dylatacja zwężenia lub poszerzanie laserowe. Tracheobronchopatia osteochondroplastyczna przy łagodnym przebiegu zwykle nie wymaga leczenia. Jeśli jednak powoduje ciężkie zwężenie krtani lub tchawicy, stosowane jest poszerzanie endoskopowe, krioterapia, radioterapia, wszczepienie stentu lub resekcja. W leczeniu twardzieli stosuje się antybiotyki, czasem konieczna jest tracheotomia.
W leczeniu obrzęku naczynioruchowego stosuje się danazol i stanozolol, w przypadku obturacji zagrażającej życiu preferowana jest intubacja zamiast tracheotomii, ponieważ obrzęk po 2–3 dniach ustępuje.
W leczeniu podgłośniowego zapalenia krtani stosuje się kortykosteroidy, antybiotyki i leki przeciwalergiczne. Jeśli występuje zagrażająca życiu duszność, konieczna bywa intubacja lub tracheotomia. W leczeniu ostrego zapalenia nagłośni stosuje się kortykosteroidy i antybiotyki, najczęściej konieczna jest także intubacja. W przypadku ostrego zapalenia krtani, tchawicy i oskrzeli konieczne jest endoskopowe usuwanie (zmiękczanie za pomocą enzymów proteolitycznych) złogów włóknika z dróg oddechowych. W ciężkich przypadkach bywa konieczna intubacja lub tracheotomia. W przypadku zwężeń krtani spowodowanych gruźlicą stosuje się leki przeciwgruźlicze. W leczeniu kiły stosuje się głównie penicylinę.

## Historia
Do początku XX wieku głównymi przyczynami występowania zwężeń krtaniowo-tchawiczych były infekcje takie jak kiła, gruźlica, twardziel, błonica i tyfus. Wraz z rozwojem motoryzacji zwiększyła się częstość urazów szyi, prowadzących do zwężeń, jednak następnie zmalała dzięki poprawie bezpieczeństwa pojazdów. Upowszechnienie intubacji i tracheotomii w latach 70. XX wieku spowodowało wysunięcie się na pierwsze miejsce jatrogennego podłoża zwężeń.

## Klasyfikacja ICD10
| kod ICD10     | nazwa choroby                                   |
| ------------- | ----------------------------------------------- |
| ICD-10: J38.6 | Zwężenie krtani                                 |
| ICD-10: J39.8 | Inne określone choroby górnych dróg oddechowych |
| ICD-10: J95.5 | Pozabiegowe podgłośniowe zwężenie krtani        |
| ICD-10: Q31.0 | Przepona krtani                                 |
| ICD-10: Q31.1 | Wrodzone zwężenie podgłośniowe                  |
| ICD-10: Q31.2 | Niedorozwój krtani                              |
| ICD-10: Q31.3 | Worek powietrzny krtani [laryngocoele]          |
| ICD-10: Q31.5 | Wrodzone rozmiękanie krtani                     |
| ICD-10: Q31.8 | Inne wrodzone wady rozwojowe krtani             |
| ICD-10: Q32.0 | Wrodzone rozmiękanie tchawicy                   |
| ICD-10: Q32.1 | Inne wrodzone wady rozwojowe tchawicy           |